# Danh sách nhân vật trong Yu-Gi-Oh!
Series Yu-Gi-Oh! do Kazuki Takahashi sáng tạo bao gồm nhiều nhân vật khác nhau. Bối cảnh diễn ra tại thành phố hư cấu Domino ở Nhật Bản, nơi sinh sống của hầu hết nhân vật trong truyện. Nhiều yếu tố cốt truyện chịu ảnh hưởng bởi Ai Cập và thần thoại Ai Cập, và do đó, các nhân vật Ai Cập cũng xuất hiện trong câu chuyện.
Bộ truyện tranh gốc Yu-Gi-Oh! kể về câu chuyện của Yugi Mutou, một cậu bé nhút nhát, yêu thích các trò chơi, nhưng thường xuyên bị bắt nạt. Một ngày nọ, cậu lắp ráp thành công một cổ vật có tên gọi Trò chơi ngàn năm (Millennium Puzzle), khiến cơ thể của cậu trở thành "vật chủ" cho một linh hồn bí ẩn. Kể từ thời điểm đó trở đi, mỗi khi Yugi hoặc một người bạn của cậu bị đe dọa bởi kẻ xấu, phần nhân cách "Yugi bóng tối" (Yami Yugi) sẽ xuất hiện và thách thức đối thủ tham gia một "Trò chơi bóng tối" (Shadow game) nguy hiểm - trong đó, bản chất thật của trái tim người chơi sẽ được tiết lộ. Kẻ thất bại phải chịu một hình phạt được gọi là "Trò chơi trừng phạt" (Penalty game). Theo thời gian, Yugi và các bạn của cậu (Katsuya Jonouchi, Anzu Mazaki, Hiroto Honda, Miho Nosaka (trong bộ truyện năm 1998) và sau đó là Ryo Bakura) biết được phần nhân cách Yugi trong Trò chơi ngàn năm thực chất là linh hồn của một Pharaoh vô danh đã đánh mất ký ức của mình. Yugi và các bạn đồng hành cố gắng giúp Pharaoh phục hồi ký ức của mình. Trong quá trình đó, họ đã phải trải qua nhiều thử thách, phải đánh cược mạng sống khi đối đầu với những người nắm giữ các Bảo vật ngàn năm (Millennium Items) khác, cũng như với sức mạnh hắc ám từ Trò chơi bóng tối.

## Nhân vật chính
Yugi Mutou (武藤 遊戯 Mutō Yūgi)
Nhân vật chính của bộ truyện. Yugi là người sở hữu Trò chơi ngàn năm (千年 パ ズ ル, Sennen Pazuru), một trong bảy Bảo vật ngàn năm, mang linh hồn của một pharaoh Ai Cập cổ đại. Lúc đầu, cậu rất sợ phần nhân cách khác bên trong mình; tuy nhiên, sau đó, cậu đã phát triển một mối quan hệ bền chặt với bản ngã khác của mình, coi linh hồn kia như một người bạn thân thiết và giá trị. Đã nhiều lần trong truyện, Yugi đánh bại những kẻ phản diện mà không cần đến sự giúp đỡ của Yami Yugi - điều này cho thấy cậu xứng đáng là người sở hữu chân chính của Trò chơi ngàn năm.
Katsuya Jonouchi / Joey Wheeler (城之内 克也 Jōnouchi Katsuya)
Jonouchi là người bạn thân nhất của Yugi. Cậu là người trung thành, anh hùng, tốt bụng, dũng cảm, vui tính, thân thiện, và giàu lòng yêu thương. Khi Ushio đánh Jonouchi và Honda, Yugi đã đứng ra bảo vệ họ; Jonouchi khi đó nhận ra sai lầm của mình vì đã ganh tỵ với "kho báu" của Yugi. Tối hôm đó, cậu mang mảnh ghép cuối cùng của Trò chơi ngàn năm mà cậu đã ném đi để trả lại Yugi - nhờ vậy, Yugi đã hoàn thành Trò chơi ngàn năm và thách thức Ushio trong Trò chơi Bóng tối đầu tiên của bộ truyện. Jonouchi cảm động trước cách cư xử của Yugi đối với cậu, và họ trở thành đôi bạn trung thành từ đó.
Jonouchi giỏi đánh đấm và thường có thể đối đầu cả với những đối thủ lớn hơn mình như Bandit Keith. Tuy không hẳn là đấu thủ giỏi nhất tại Domino, nhưng nhờ Yugi, cậu dần hình thành niềm yêu thích với các trò chơi, và đã cố gắng tận dụng những điểm mạnh của mình để giúp Yugi vượt qua khó khăn. Sau đó, cậu bắt đầu quan tâm đến Duel Monsters, trò chơi mới nhất vào thời điểm đó. Mặc dù kỹ năng đấu bài ban đầu chưa tốt, nhờ sự giúp đỡ của Yugi, cậu đã luyện tập để tham gia các giải đấu Duelist Kingdom và Battle City vì em gái mình; dần dần, cậu trở nên tài năng hơn - đến mức trở thành đối thủ xứng tầm với Dark Yugi.
Jonouchi được thể hiện là người có trái tim nhân hậu, vị tha, quan tâm, chu đáo, sẵn sàng giúp đỡ những người mà cậu chăm sóc và yêu thương. Thế nhưng, cậu cũng là người thiếu khiêm tốn và đôi khi hơi hấp tấp. Cậu cũng cực kỳ sợ ma, xác ướp hay bất cứ thứ gì có vẻ 'kinh dị'. Jonouchi nhận thấy, trước khi gặp Yugi, cậu chưa bao giờ thực sự có động lực cho bất cứ điều gì. Cùng với thời gian, cậu học được cách chuyển đổi cảm xúc của mình vào các trò chơi - thay vì dùng đến nắm đấm.
Anzu Mazaki / Téa Gardner (真崎 杏子 Mazaki Anzu)
Là bạn thân thời thơ ấu của Yugi, một cô gái luôn sẵn lòng giúp đỡ và có tinh thần vì bạn bè. Anzu không phải người yêu thích các trò chơi, mặc dù cô đã thể hiện một số kiến thức về trò chơi nhập vai trong phần Monster World. Khả năng đấu bài của cô khá tốt - cô đã từng đánh bại Jonouchi ở trường trước khi cậu trở thành đấu thủ dày dạn kinh nghiệm. Anzu là một người mê thể thao, từng bí mật làm việc tại nhà hàng thức ăn nhanh Burger World để tiết kiệm tiền; ước mơ thầm kín của cô là trở thành một vũ công chuyên nghiệp tại Mỹ.
Hiroto Honda / Tristan Taylor (本田 ヒロト Honda Hiroto)
Honda là bạn của Yugi, Jonouchi và Anzu. Trong manga, Honda xuất hiện ban đầu như một người bạn đường phố của Jonouchi. Trong anime năm 1998, cậu là trưởng khoa thẩm mỹ của trường. Cùng với Jonouchi, cậu đã được Yugi cứu thoát khỏi kẻ bắt nạt Ushio, mặc dù lúc đầu cậu vẫn không thích Yugi. Sau khi thừa nhận tình yêu của mình dành cho Miho Nosaka với Jonouchi, cậu đã được Jonouchi thuyết phục nhờ Yugi giúp đỡ viết một bức thư tình và gửi cho Miho dưới dạng một trò chơi xếp hình. Khi giáo viên của lớp - cô Chono - tịch thu trò chơi và đe dọa sẽ trừng phạt Miho nếu người ngưỡng mộ bí mật không tự thú, Yugi và Jonouchi đã đứng ra bảo vệ cậu và nhận rằng họ là chủ nhân của trò chơi đó. Cô Chono quyết định ghép các mảnh xếp hình lại với nhau để tìm ra người gửi là ai; Yami Yugi bí mật biến trò xếp hình thành Trò chơi Bóng tối, phá nát khuôn mặt xinh đẹp của Cô Chono. Kể từ đó, Honda trở nên bạn thân của Yugi, mặc dù Miho đã từ chối khi cậu trực tiếp rủ cô đi chơi.
Trong phiên bản tiếng Anh của anime Duel Monsters, quá khứ của Honda đã bị chỉnh sửa lại rất nhiều, để loại bỏ các đoạn đánh nhau bạo lực. Vai trò của cậu cũng bị giảm nhẹ. Trong anime Duel Monsters, cậu có một tình yêu lớn dành cho em gái của Jonouchi, Shizuka - và câu chuyện của cậu với Miho không bao giờ được đề cập đến. Honda có mâu thuẫn với Duke Devlin và thường xuyên cạnh tranh với anh ta để giành được tình cảm của Shizuka (Serenity trong phiên bản tiếng Anh).
Ryo Bakura (獏良 了 Bakura Ryō)
Một học sinh chuyển trường và sau đó trở thành bạn với nhóm Yugi. Giống như Yugi, cậu cũng có niềm yêu thích với các trò chơi, đặc biệt là những trò chơi nhập vai đấu trên bàn như Monster World (モ ン ス タ ー ・ ワ ー ル ド, Monsutā Wārudo). Bakura là người nắm giữ Vòng tròn ngàn năm (千年 輪, Sennen Ringu), bảo vật ngàn năm mang trong đó một linh hồn đen tối, giống như Yami Yugi. Trước khi bắt đầu câu chuyện, cậu từng liên tục chuyển trường học và tự cô lập bản thân - nguyên nhân là vì mỗi lần chơi game với bạn bè, tất cả bạn của cậu đều bị hôn mê. Nguyên nhân sau đó được tiết lộ là do Yami Bakura đã trừng phạt họ, khiến linh hồn của họ bị nhốt vào các mô hình nhân vật RPG thu nhỏ. Bakura đã hợp sức với Yugi và các bạn để tiêu diệt D
Yami Bakura trong Trò chơi Bóng tối của Monster World. Kể từ đó, Bakura trở lại bình thường và gia nhập nhóm Yugi. Bất chấp nguy hiểm, Bakura vẫn tiếp tục giữ Vòng tròn ngàn năm, và tò mò muốn tìm hiểu về lịch sử của nó. Điều này, cộng thêm với bản tính ngây thơ và dễ tin, đôi khi dẫn tới xung đột giữa cậu với những người khác - đồng thời cũng là nguyên nhân khiến Yami Bakura liên tục quay lại chiếm hữu mà cậu không hề hay biết.
Trong anime Yu-Gi-Oh! Duel Monsters, vai trò của Bakura trong nhóm bị giảm đi đáng kể so với manga - cậu chủ yếu bị Dark Bakura điều khiển và không đi cùng Yugi và bạn bè nhiều như trong manga. Ngoài ra, cậu xuất hiện ở giữa phần Duelist Kingdom như một người bạn mà họ chỉ tình cờ quen biết từ trường học - thay vì là bạn thân.
Seto Kaiba (海馬 瀬人 Kaiba Seto)
Chủ tịch kiêm Giám đốc điều hành hiện tại của Tập đoàn Kaiba, Kaiba lần đầu xuất hiện như một bài thủ tài năng, lạnh lùng, không từ bất kỳ thủ đoạn gì để đạt được mục tiêu, thậm chí là giết chết đối thủ của mình. Cậu đã trải qua một tuổi thơ tồi tệ vì người cha dượng không ra gì. Khi Kaiba biết rằng ông nội của Yugi sở hữu lá bài "Rồng Trắng Mắt Xanh", cậu đã đấu tay đôi với Yami Yugi và thua cuộc - Yami sau đó sử dụng sức mạnh của mình để làm tan vỡ trái tim của Kaiba, thanh trừng nó khỏi cái ác. Tuy đã được cải tạo, khi biết được danh tính đối thủ của mình là Atem, Kaiba vẫn giữ thái độ kiêu ngạo và ganh đua với Yugi. Nếu như trong manga Kaiba không còn xuất hiện sau phần Battle City, thì cậu lại xuất hiện trong anime chuyển thể với vai trò nhân vật chính, và được đề cập đến trong phần tiếp theo - Yu-Gi-Oh! GX - với tư cách người sáng lập Học viện Duel Academy.
Kaiba sử dụng bộ bài Blue-Eyes; quái vật chủ lực của cậu là Rồng Trắng Mắt Xanh (Blue-Eyes White Dragon).
Mokuba Kaiba (海馬 モクバ Kaiba Mokuba)
Em trai của Seto Kaiba, cậu là một chuyên gia về Capsule Monster Chess (カ プ セ ル モ ン ス タ ー チ ェ ス, Kapuseru Monsutā Chesu). Trong manga, Mokuba là một cậu nhóc hư hỏng, luôn cố gắng lừa Yugi Muto vì đã đánh bại anh trai mình. Trong các chương trước Death-T của manga, Mokuba cố gắng đánh bại Yugi trước khi Kaiba có cơ hội, đe dọa sẽ cắt ngón tay của Yugi nếu cậu chiến thắng, thách thức Jonouchi và Yugi tham gia trò chơi Bữa tối Tử thần Roulette của Nga (死 の 料理 ・ ロ シ ア ン ル ー レ ッ ト, Shi no Ryōri Roshian Rūretto) và đầu độc Jonouchi. Trong Yu-Gi-Oh! Duel Monsters, Mokuba luôn hết lòng vì người anh Seto Kaiba và thường xuyên ở bên cạnh anh trai. Cậu không hành động bạo lực như trong manga, và không cố gắng trả thù cho thất bại của Seto. Mokuba kết bạn với nhóm của Yugi sau khi họ giải cứu cậu.
Miho Nosaka (anime) / Melody (video game) (野坂 ミホ Nosaka Miho)
Một nhân vật phụ trong manga, Miho được chuyển đổi thành nhân vật chính trong anime Toei năm 1998. Trong đó, cô là bạn tốt của Yugi, cũng như bạn thân nhất của Anzu. Miho phiên bản anime là một cô gái vui vẻ, tốt bụng và chu đáo, yêu thích tất cả những thứ dễ thương, bạn bè của cô, và là một trong những "bảo bối" của trường (theo đánh giá của Honda). Miho có xu hướng nói chuyện ở ngôi thứ ba, và đã phải lòng nhiều người nam (đặc biệt là những người mà cô cho là tuyệt vời) nhưng không quan tâm lắm đến Honda, ngoài việc xem cậu như một người bạn (trong khi Honda lại yêu cô điên cuồng).

## Nhân vật phản diện
Dark Bakura / Yami Bakura (闇獏良 Yami Bakura)
Một linh hồn đen tối trú ngụ bên trong Vòng tròn ngàn năm, Yami Bakura mong muốn tìm kiếm các Bảo vật ngàn năm để mở Cánh cửa Bóng tối, thứ sẽ trao sức mạnh ác quỷ cho bất kỳ ai mở nó. Để đạt được mục đích này, hắn chiếm hữu và kiểm soát cơ thể của Bakura - ngược lại với ý muốn của cậu. Ở phần đầu truyện, hắn hành hạ Bakura bằng cách chiếm lấy cơ thể của cậu bất cứ khi nào cậu chơi trò chơi với bạn bè, và sử dụng Trò chơi trừng phạt để bẫy linh hồn của họ vào các mô hình TRPG trong trò chơi Monster World, khiến cho Bakura phải liên tục chuyển trường. Với sự giúp đỡ của Yugi cùng các bạn, Bakura đã tạm thời loại bỏ được ảnh hưởng của Dark Bakura - bằng cách đánh bại trùm cuối của Monster World, Dark Master Zorc (闇 の 支配 者 ダ ー ク ・ マ ス タ ー ゾ ー ク, Dāku Masutā Zōku). Tuy nhiên, sau đó khi cả nhóm bị mắc kẹt trong mê cung bên dưới Duelist Kingdom, Dark Bakura đã lừa Bakura đeo lại Vòng tròn ngàn năm, hứa cậu rằng hắn sẽ giúp cậu cứu bạn bè - và rằng hắn hiện giờ đã thay đổi. Trong lúc bạn bè của Bakura chưa ý thức việc cậu đã một lần nữa đeo Vòng tròn ngàn năm, Yami Bakura đã giúp Yami Yugi vượt qua thủ đoạn của Anh em nhà Meikyuu để thoát lên mặt đất.
Một mặt, Yami Bakura thỉnh thoảng giúp đỡ Yugi và các bạn, cố gắng giành được sự tin tưởng của họ và cho phép Bakura kiểm soát cơ thể tự do hơn so với cách đối xử với vật chủ trước đó. Mặt khác, những người khác không hề hay biết, hắn là kẻ đã giết Pegasus bằng cách móc Con mắt ngàn năm ra khỏi hốc mắt của ông và lấy làm sở hữu riêng. Không lâu sau đó, sau khi hỗ trợ Yugi trong trận đấu với Ryuji Otogi và giúp cậu thu thập lại các mảnh ghép của Trò chơi ngàn năm bị vỡ, Dark Bakura bí mật "cấy" một phần linh hồn của mình vào một trong những những mảnh ghép - nhằm mục đích khám phá Cánh cửa đích thực từ bên trong, và dự định làm bất cứ điều gì có thể để sắp xếp cho đến ngày tất cả Bảo vật ngàn năm được tập hợp lại với nhau, sẵn sàng cho Trò chơi bóng đêm / Shadow RPG (闇・ Ｒ ・ Ｐ ・ Ｇ ロ ー ル ・ プ レ イ ン グ ・ ゲ ー, Yami Ā Pī Jī (Yami Rōru Pureingu Gēmu)). Mục tiêu cuối cùng là mở Cánh cửa bóng tối và giải phóng thế lực bóng tối bị phong ấn trong Trò chơi ngàn năm. Bakura không hề hay biết, trong suốt phần sau của manga, Yami Bakura thỉnh thoảng sẽ chiếm lấy cơ thể của cậu bất cứ khi nào hắn nhận thấy cơ hội thực hiện các mục tiêu ích kỷ của bản thân. Trong phần cuối cùng, Dark Bakura được tiết lộ là một thực thể được tạo ra khi linh hồn của Vua trộm Bakura (盗賊 王 バ ク ラ, Tōzoku Ō Bakura) hợp nhất với một mảnh linh hồn của thần bóng tối Zorc Necrophades - sau khi cả hai bị phong ấn bên trong Vòng tròn ngàn năm. Hắn bị đánh bại hoàn toàn khi Yami Yugi / Atem triệu hồi Horakthy, Đấng Sáng tạo Ánh sáng để tiêu diệt Zorc (trong anime, Dark Bakura trở thành một phần của Zorc và bị Horakthy tiêu diệt, trong khi trong manga, sinh mệnh của hắn gắn liền với Akhenaden và Zorc - và đã bị giết khi Zorc chết).
Maximillion Pegasus / Pegasus J. Crawford (ペガサス・Ｊ・クロフォード Pegasasu Jei Kurofōdo)
Chủ tịch lập dị người Mỹ của Industrial Illusions (viết tắt là I²) và là người sáng tạo trò chơi Duel Monsters (デ ュ エ ル モ ン ス タ ー ズ Dyueru Monsutāzu?) (Ban đầu là Magic & Wizards (Ｍ＆Ｗ (マ ジ ッ ク ＆ ウ ィ ザ ー ズ) Majikku?) Ando Wizāzu?). Ông là chủ nhân của Con mắt ngàn năm Millennium Eye (千年 眼, ミ レ ニ ア ム ア イ Sennen Gan, Mireniamu Ai?). Trong nguyên tác manga, câu chuyện của ông về cuộc gặp gỡ với Shadi và "trí tuệ ác quỷ" phát xuất từ các Bảo vật ngàn năm đã thúc đẩy Yami Yugi tìm câu trả lời về việc anh là ai - và anh đến từ đâu. Trong Trò chơi Bóng tối cuối cùng với Yugi / Yami Yugi, Pegasus kể cho họ nghe về việc mình khám phá ra Trò chơi Bóng tối Ai Cập cổ đại trong chuyến du hành ở Thung lũng các vị vua, điều này đã truyền cảm hứng cho ông tạo ra Duel Monsters và các trò chơi thẻ bài nói chung. Trong anime thứ hai, với tư cách là người tạo ra trò chơi thẻ bài Duel Monsters và là người khám phá ra nguồn gốc Ai Cập cổ đại của họ, Pegasus thường đóng một vai trò quan trọng do kiến thức sâu rộng về trò chơi và nguồn gốc bí ẩn của nó. Ông có thói quen gọi Yugi Mutou là "Yugi-boy" và Seto Kaiba là "Kaiba-boy". Thói quen này vẫn tái diễn trong Yu-Gi-Oh! GX, khi ông gọi Yuki Judai là "Judai-boy". Pegasus thường sử dụng các từ tiếng Anh xen kẽ với tiếng Nhật, như "good gracious!" và "snap!", và sử dụng đại từ tiếng Anh "you" thay vì các từ ở ngôi thứ hai trong tiếng Nhật. Bài phát biểu của ông cũng rất độc đáo về cách phát âm. Dù nói tiếng Anh hay tiếng Nhật, ông có xu hướng kéo dài các nguyên âm, đặc biệt là ở gần cuối câu.
Pegasus nhanh chóng trở thành nhân vật phản diện chính thứ tư của manga (và là nhân vật phản diện chính đầu tiên của phần anime thứ hai), thách thức Yugi trong một Trò chơi bóng tối để buộc cậu tham gia giải đấu tại Duelist Kingdom (決 闘 者 の 王国 (デ ュ エ リ ス ト キ ン グ ダ ム) Dyuerisuto Kingudamu) ?) và đối mặt với cậu. Ông chiếm đoạt linh hồn của ông nội Yugi là Sugoroku Mutou như một hình phạt vì đã thua trận đấu. Trong suốt các trận chiến để đến được lâu đài của Pegasus, Yugi nói chuyện với ông của mình thông qua việc sử dụng máy quay phim. Trong anime thứ hai, Pegasus bẫy Sugoroku trong một lá bài Soul Prison Duel Monsters. Ông cũng bắt cóc Mokuba để thuyết phục anh trai cậu là Seto Kaiba đến, sau đó cũng bắt giữ linh hồn của cả hai. Thông qua một loạt các đoạn hồi tưởng, Pegasus được tiết lộ rằng đã có một người yêu, Cecelia / Cyndia (シ ン デ ィ ア Shindia?), người đã chết sau sinh nhật lần thứ 17 của cô (cô chết sau cuộc hôn nhân của họ trong anime). Tất cả hành động của ông đều được thực hiện với hy vọng hồi sinh cô. Cuối cùng, Pegasus bị Yugi và Yami Yugi đánh bại trong trận đấu Duel Monsters cuối cùng, và phải giải phóng linh hồn các nạn nhân của mình. Ông bị Dark Bakura sát hại ngay sau đó, và bảo vật ngàn năm của ông bị lấy đi mất. Trong anime Duel Monsters, ông không bị giết và vẫn xuất hiện trong các mùa sau.
Mr. Clown (MRクラウン / 御伽父 Misutā Kuraun / Otogi-chichi)
Một nhân vật phản diện chỉ xuất hiện trong manga. Ông là chủ cửa hàng trò chơi Chú Hề Đen (ブ ラ ッ ク ・ ク ラ ウ ン Burakku Kuraun?) đối diện với cửa hàng Trò chơi Kame của Sugoroku Mutou. Cách đây rất lâu, ông Otogi đã yêu cầu Sugoroku Muto, một đấu thủ bậc thầy, nhận ông làm đệ tử. Sau một thời gian, họ thách thức lẫn nhau nhằm giành quyền sở hữu Trò chơi ngàn năm - trong một Trò chơi bóng tối với tên gọi Trò chơi bàn cờ của quỷ. Ông Otogi thua cuộc, bị già đi 50 tuổi trong một đêm duy nhất do trò chơi trừng phạt. Kể từ đó, ông khao khát trả thù Sugoroku thông qua con trai của mình Ryuji (được biết đến với tên Công tước Devlin trong anime tiếng Anh).
Marik Ishtar / Yami Marik (マリク・イシュタール / 闇マリク Mariku Ishutāru / Yami Mariku)
Là người thừa kế của một gia tộc canh giữ mộ và là em trai của Ishizu Ishtar. Sự căm ghét của Marik đối với Pharaoh vô danh khiến anh ta từ bỏ nhiệm vụ của mình và chuyển sang cuộc sống phạm tội, cũng như hình thành một nhân cách bóng tối - sau khi anh trải qua nghi lễ người canh mộ và vĩnh viễn bị sắp đặt cho một cuộc sống bị giam cầm trong bóng tối, cách biệt với phần còn lại của thế giới. Sau khi phá vỡ một trong những luật lệ của bộ tộc, nhân cách đen tối của anh trỗi dậy và giết hại cha mình một cách tàn bạo; tuy nhiên, người anh trai nuôi của Marik là Rishid (được biết đến với cái tên Odion trong phiên bản tiếng Anh của anime chuyển thể) đã cố gắng phong ấn mặt tối của anh, khiến anh không còn nhớ gì về hành động của mình. Marik tin rằng Pharaoh đã giết cha mình và bị ám ảnh bởi việc giết Pharaoh để trả thù cho cha và chấm dứt sự đau khổ của gia tộc - trong khi không ý thức gì về nhân cách khác của anh. Để đạt được mục tiêu này, anh thành lập Rare Hunters, một băng nhóm trộm cướp chuyên thu thập các lá bài Duel Monsters hiếm, và sử dụng Cây gậy ngàn năm (Millennium Rod) để kiểm soát tâm trí của người khác. Tuy rất ngây thơ và tốt bụng khi còn nhỏ, Marik dần trở nên tàn nhẫn và bất cần; sẵn sàng giết những người hầu cận khi họ không hài lòng với anh ta và luôn thích thú muốn tra tấn mọi người.
Yami Marik cuối cùng đã tái sinh và kiểm soát cơ thể của Marik sau này - thay thế anh thành nhân vật phản diện chính. Dark Marik tỏ ra thậm chí còn hung ác hơn Marik. Tuy Marik thực sự thích bạo lực và tàn ác, anh ta sẽ chỉ sử dụng đến biện pháp này khi tức giận, thì ngược lại, Dark Marik sẽ tấn công bất cứ ai ngáng đường của mình và kéo dài sự đau khổ của họ càng lâu càng tốt. Hắn chỉ quan tâm đến sự sống còn của bản thân, luôn cố gắng loại bỏ phần bản ngã "yếu đuối" hơn để trở thành sở hữu duy nhất của cơ thể Marik. Yami Marik cũng không thích Rishid và đã cố gắng giết anh ta. Tuy cũng được kết nối với một Bảo vật ngàn năm, Dark Marik khác với Yami Yugi và Yami Bakura ở chỗ hắn là một thực thể vô nhân đạo - được sinh ra từ nỗi đau và sự tuyệt vọng của Marik Ishtar, và có thể tự tồn tại mà không cần vật chủ. Sau khi Marik đầu hàng Yugi, Yami Marik bị tiêu diệt.
Yako Tenma (天馬 夜行, Tenma Yakō)
Kōhai (người bảo vệ) và con nuôi của Maximillion Pegasus (Pegasus J. Crawford trong phiên bản tiếng Nhật), Yako mong muốn trả thù cho thất bại của Pegasus.
Tư tế Akhenaden (神官アクナディン Shinkan Akunadin)
Người bảo vệ Con mắt ngàn năm và là anh trai của Vua Ahknemkhanen. Khi hai người lớn lên, ông thầm ghen tị với vị trí pharaoh của anh trai, coi mình mới thực sự nắm quyền lực thực sự đằng sau ngai vàng. Sử dụng Shadow Alchemy được ghi trong Millennium Spellbook / Millennium Tome (千年 魔術 書 Sennen Majutsu Sho?), ông ra lệnh thực hiện vụ thảm sát tại làng Kul Elna, sử dụng máu của người dân tại đây, nấu chảy xác chết của họ thành vàng để ông có thể tạo ra các Bảo vật ngàn năm nhằm bảo vệ vương quốc của anh trai. Ông giữ bí mật về cuộc tàn sát và tẩy não binh lính của mình. Để bảo vệ gia đình khỏi bất cứ kẻ nào tìm cách trả thù, ông đã bỏ rơi vợ và con trai mình, Seto. Seto sau đó bước vào triều đình của Pharaoh Atem với tư cách một tư tế, nhưng Akhenaden đã giữ bí mật về mối quan hệ của họ. Nhìn thấy con trai của mình phát triển như thế nào sau khi ông bỏ rơi anh, Akhenaden mong muốn thấy Seto đạt được quyền lực. Dưới ảnh hưởng của Zorc trong Con mắt ngàn năm, ông dần bị thuyết phục rằng cần phải giết Pharaoh và lập giao ước với Zorc để trở thành Thượng tế của Bóng tối (闇 の 大 神官 Yami no Daishinkan?).
Trong manga, linh hồn của Akhenaden được hợp nhất với Zorc và bị phong ấn bên trong Trò chơi ngàn năm cùng với Atem, và được giải phóng trong phần cuối cùng. Xác ướp của ông sau đó được sử dụng như một người chơi thứ hai của Dark Bakura trong Shadow RPG. Khi Atem chiến thắng trò chơi, hộp sọ của xác ướp bị tách làm đôi, cho thấy linh hồn của Zorc đã bị tiêu diệt hoàn toàn. Trong bộ anime thứ hai, khi Yami Bakura đặt một phần linh hồn vào Con mắt ngàn năm, tâm trí của Akhenaden trở nên thay đổi. Sau đó, ông thu thập những bảo vật còn lại mà ông tạo ra, và ban cho Yami Bakura sức mạnh từ Zorc bằng cách biến thành Thượng tế của Bóng tối (Great Shadow Magus trong bản lồng tiếng Anh). Sau đó, ông đã phong ấn Rồng Trắng ngay trước khi bị chính con trai mình là Seto giết chết. Khi linh hồn của ông nhập vào tâm trí của Seto để giết Pharaoh, Kisara trong hình dạng Rồng Trắng đã ngăn chặn lại. Linh hồn đã được thanh lọc của Akhenaden sau đó được nhìn thấy đang ở cùng với anh trai của mình phía bên kia cánh cửa dẫn đến thế giới bên kia - khi Atem bước qua nó.
Zorc Necrophades (大邪神 ゾーク・ネクロファデス Dai Jashin Zōku Nekurofadesu)
Một kẻ hủy diệt thế giới được sinh ra từ bóng tối trong trái tim con người (trong bản lồng tiếng anime tiếng Anh, hắn là người sáng tạo ra Vương quốc Bóng tối). Zorc được Akhenaden triệu hồi bằng sức mạnh của các Bảo vật ngàn năm và tấn công vương quốc của Atem. Trong Thế giới ký ức, trò chơi Shadow RPG mà Dark Bakura đã thiết lập dựa trên Ai Cập cổ đại, Zorc là trùm cuối của trò chơi; nếu Dark Yugi thua Shadow RPG, Dark Bakura sẽ có được sức mạnh tối thượng của bóng tối, và Zorc sẽ được triệu hồi một lần nữa. Tuy nhiên, với sự giúp đỡ của Yugi và những người bạn, Atem đã đánh bại Zorc và ngăn chặn hắn sống lại, đồng thời giải phóng Bakura khỏi Vòng tròn ngàn năm mãi mãi. Dark Bakura là một thực thể được tạo ra từ linh hồn của Zorc và Vua trộm Bakura; trong manga, cũng có một thực thể được tạo ra từ linh hồn của cả Zorc và Akhenaden.

### Nhân vật phản diện phụ
Death-T (DEATH-T（死のテーマパーク） Theme Park of Death)
Một công viên giải trí được tạo ra bởi Seto Kaiba nhằm tiêu diệt Yugi Mutou thông qua các trò chơi và những đối thủ nguy hiểm chết người. Death-T không xuất hiện trong bộ anime thứ hai.
Sát thủ laser
Ba lính đánh thuê chuyên nghiệp được Kaiba thuê với giá 10.000 yên để giết Yugi và bạn bè của cậu trong trò chơi Shooting Stardust (シューティング・スターダスト Shūtingu Sutādasuto)).
Johnny Gale (ジョニー・ゲイル Jonī Geiru)
Cựu chỉ huy Mũ nồi xanh, chuyên tham gia chiến tranh du kích.
Bob Mcguire (ボブ・マクガイア Bobu Makugaia)
Cựu trưởng nhóm SWAT, chuyên bắn tỉa từ khoảng cách xa.
Tên không xác định / Sát thủ bí ẩn (謎のアサシン Nazo no Asashin)
Một cựu sát thủ đã thành công trong việc tiêu diệt tất cả các mục tiêu của mình khi hắn được thuê bởi KaibaCorp.
Quản gia phủ Kaiba (manga)/ Daimon (anime) / Hobson (海馬邸執事 / 大門 Kaiba Tei Shitsuji)
Người hướng dẫn Khu vực kinh hoàng trong Death T-2. Trước khi khai trương Kaiba Land, ông đã chào đón Yugi Mutou và Katsuya Jonouchi đến trang viên Kaiba. Mokuba nhờ ông chuẩn bị sáu phần ăn, trong đó có hai phần bị tẩm độc cho trò chơi Bữa tối Roulette kiểu Nga với Yugi và Jonouchi. Khi trò chơi phản tác dụng và Mokuba bị ngộ độc, người quản gia đã chạy tới cứu cậu.
Chopman (チョップマン Choppuman)
Một kẻ giết người hàng loạt xuất hiện trong Death-T và chỉ có trong manga. Vào một mùa hè, tại một khu trại gần hồ Domino, Chopman đã sát hại 10 cậu bé hướng đạo sinh, chỉ trong một đêm. Hắn chặt xác họ thành từng mảnh không thể nhận ra. Tin tức về vụ giết người đã khiến cả Thành phố Domino lo sợ. Nghi phạm được biết đến với cái tên "Chopman".
Mr. Crocketts / Croquet (クロケッツ Misutā Kurokettsu)
Cánh tay phải và quản gia của Pegasus. Trong manga, hắn bị Seto Kaiba bắt làm con tin và giữ bằng súng trong phòng khách, đe dọa sẽ bấu cổ Crocketts nếu Pegasus không xuất hiện.
Saruwatari / Kemo (猿渡 Saruwatari)
Một nhân vật lần đầu xuất hiện với vai trò một trong những vệ sĩ riêng của anh em nhà Kaiba trong Death-T. Trên thực tế, hắn đã làm việc cho Industrial Illusions suốt thời gian đó, thu thập thông tin từ bên trong KaibaCorp và chuyển giao cho Pegasus. Saruwatari xuất hiện trở lại trong Yu-Gi-Oh! R spin-off manga và xuất hiện trong bộ phim năm 1999, nơi hắn bắt cóc những người không muốn mời đến giải đấu của Kaiba. Jonouchi đã ngăn chặn hắn ép Shougo Aoyama tham gia.
Player Killers / Eliminators (プレイヤーキラー Pureiyā Kirā)
Các đấu thủ được Pegasus thuê để thách thức các thí sinh đấu tay đôi và đoạt sao (Star Chip) của họ, nhằm đảm bảo rằng các đấu thủ trên hòn đảo không lọt vào vòng chung kết của Duelist Kingdom, và do đó biến Pegasus trở thành đấu thủ số một trên thế giới - sẵn sàng làm Giám đốc điều hành mới của KaibaCorp.
Người nói tiếng bụng của người chết (死者の腹話術師 Shisha no Fukuwajutsūshi)
Đấu thủ đầu tiên mà Yugi và những người bạn của cậu gặp phải là kẻ được thuê bởi Saruwatari, người có nhiệm vụ chính là đánh bại Yugi. Ông điều khiển một con rối có hình thù giống Kaiba và sử dụng bộ bài bị đánh cắp của chính cậu. Sau khi bị đánh bại, Dark Yugi thực hiện Trò chơi trừng phạt "Ảo ảnh Con rối", nhốt ông ta trong ảo giác bị con rối của chính mình tấn công.
Ghost Kaiba / Mimic of Doom (死の物真似師 Shinomono Maneshi)
Một người thay đổi hình dạng béo phì được thuê để đánh bại Yugi. Hắn xuất hiện trong anime với vai trò thay thế người nói tiếng bụng của người chết trong manga. Sau khi bị đánh bại, hắn biến mất sau khi Dark Yugi sử dụng hình phạt Mind Crush. Trong bản lồng tiếng Anh, hắn là ác nhân trong trái tim của Seto Kaiba mà Dark Yugi đã trục xuất đến Vương quốc Bóng tối trong tập đầu tiên.
Player Killer of Darkness / PaniK (「闇」のプレイヤーキラー "Yami" no Pureiyā Kirā)
Player Killer thứ hai mà nhóm Yugi đụng độ, hắn là kẻ đã ăn cắp chip ngôi sao của Mai. Khi Dark Yugi định đánh cược mạng sống của mình để giành lại chip ngôi sao của Mai, PaniK buộc một sợi dây thòng lọng quanh cổ Dark Yugi, đe dọa sẽ giết cậu nếu hắn thắng. Dark Yugi đã biến trận đấu thành Trò chơi bóng tối, và tại một thời điểm, cậu tuyên bố rằng mình sẽ thắng trong năm lượt nữa. Trong cuộc đấu tay đôi, Dark Yugi cho thấy những ảo ảnh của PaniK về Trò chơi trừng phạt sắp diễn ra, trong đó PaniK đang đi lên cầu thang của giá treo cổ mỗi lượt gần đến giới hạn năm lượt. Khi PaniK thua Trò chơi Bóng tối, Dark Yugi gây ra Trò chơi trừng phạt "Bóng tối của Naraku", khiến hắn tưởng tượng mình bị treo trên giá treo cổ và lao xuống vực sâu. Trong anime, hình phạt của trò chơi được thay đổi thành bắn lửa vào người thua cuộc. Khi PaniK cố gắng làm điều này với Dark Yugi - dù đã thua cuộc, ma thuật của Dark Yugi đã bảo vệ cậu khỏi bị tổn hại. Sau đó, cậu thực hiện Mind Crush trên PaniK.
Paradox Brothers (迷宮兄弟 Meikyū Kyōdai)
Nhóm Player Killer cuối cùng mà nhóm Yugi chạm trán trong mê cung dưới lòng đất của Duelist Kingdom. Anh em Paradox thách đấu Yugi và Jonouchi trong một trò chơi thẻ bài lai giữa Duel Monsters và trò chơi mê cung. Sau khi thua cuộc, nhóm Yugi cần chọn một con đường chính xác, nếu không sẽ bị mắc kẹt trong mê cung dưới lòng đất vĩnh viễn. Thực tế thì cả hai cửa đều đúng, và anh em Paradox có thể thay đổi cửa chính xác theo ý muốn. Mánh khóe của họ bị lật tẩy bằng trò chơi Labyrinth Coin (迷宮 コ イ ン Meikyū Koin?) của Dark Yugi, với sự hỗ trợ của Dark Bakura trong manga, và cả nhóm thoát khỏi mê cung để lên mặt đất.
Ghouls / Rare Hunters (グールズ Gūruzu)
Một nhóm đạo tặc chuyên ăn trộm thẻ bài phục vụ cho Marik, được gọi là "Ghoul của thế giới ngầm chơi game" bởi Dark Yugi và Kaiba. Bằng cách đánh cắp và bán những thẻ bài quý hiếm từ những đấu thủ trên toàn thế giới, nhóm Ghoul cung cấp cho Marik một lượng lớn tay sai, thẻ bài quý hiếm và tài chính.
Rare Hunter / Seeker (レアハンター Reahantā)
Ghoul đầu tiên được chủ cửa hàng thẻ bài đã trao Đĩa Duel Disk cho Jonouchi thông báo rằng Jonouchi sở hữu lá bài Rồng Đỏ Mắt Đen quý hiếm. Hắn sử dụng bộ bài Exodia giả. Sau khi Dark Yugi phá vỡ chiến lược của hắn và giành phần thắng trong cuộc đấu tay đôi, Marik sử dụng Cây gậy ngàn năm để chiếm hữu tâm trí của Rare Hunter và tự xưng danh tính với Yugi.
Pandora / Arkana (パンドラ Pandora)
Ghoul thứ hai, người đã thách đấu Dark Yugi trong một trò chơi tử thần, trong đó chân của họ bị cùm và một lưỡi dao sẽ sẽ cưa đứt chân kẻ thua khi điểm sinh mệnh giảm xuống 0 (trong anime tiếng Anh, kẻ thua cuộc sẽ bị đưa đến Vương quốc bóng tối). Pandora bị đánh bại bởi lá bài Dark Magician Girl của Yugi.
Pantomimer / Strings (パントマイマー Pantomaimā)
Ghoul thứ ba, người lần đầu tiên xuất hiện trước Bakura, Anzu, và ông của Yugi tại công viên. Sau đó, anh ta bị Marik sử dụng như một con rối để giết Yugi trước khi chính Marik đặt chân đến Battle City.
Mask of Light / Lumis (光の仮面 Hikari no Kamen) & Mask of Darkness / Umbra (闇の仮面 Yami no Kamen)
Cặp đôi Ghoul cuối cùng thách đấu Dark Yugi và Kaiba trong một trò chơi tử thần, nơi mà kẻ thua cuộc sẽ rơi xuống từ tầng thứ 13 (trong anime tiếng Anh, kẻ thua cuộc sẽ được gửi đến đến Vương quốc bóng tối).

### Nhân vật phản diện khác
Gozaburo Kaiba (海馬 剛三郎 Kaiba Gōzaburō)
Một người đàn ông độc tài, giàu có, ích kỷ, lạnh lùng, bất cần và ham muốn quyền lực. Ông là cha nuôi của Seto và Mokuba Kaiba. Gozaburo là người sáng lập và Giám đốc điều hành ban đầu của Tập đoàn Kaiba, đồng thời là một nhà vô địch cờ vua nổi tiếng thế giới. Chính kỹ năng đặc biệt này đã thu hút Seto khi Gozaburo đến thăm trại trẻ mồ côi nơi cậu và Mokuba đang sống. Seto thách đấu cờ vua với Gozaburo, rằng nếu ông thua, ông sẽ phải nhận nuôi hai anh em. Seto đã thắng nhờ gian lận. Gozaburo nhận nuôi Seto và Mokuba, nhưng lại tỏ ra là một người cha độc ác, buộc Seto phải dành toàn bộ thời gian cho việc học để chuẩn bị cho cậu làm người thừa kế mới của mình. Tuy nhiên, kế hoạch của Gozaburo đã phản tác dụng khi ông trao cho Seto 2% cổ phần của tập đoàn Kaiba như một phép thử, thách thức cậu phải trả lại gấp mười lần số tiền trong vòng một năm. Seto xoay sở để có được số tiền trong vòng một ngày, và cùng với hội đồng quản trị, nắm lấy quyền kiểm soát phần lớn cổ phiếu công ty, lật đổ Gozaburo và tự mình trở thành CEO mới. Gozaburo tự sát bằng cách nhảy qua cửa sổ. Trong bản chuyển thể anime đầu tiên, ông chết vì bị đau tim. Trong bản chuyển thể anime Duel Monsters, câu chuyện của Gozaburo đã bị thay đổi rất nhiều, khiến ông trở thành nhân vật phản diện chính trong một mùa series anime.
Noah Kaiba (海馬 乃亜 Kaiba Noa)
Con trai ruột của Gozaburo Kaiba, và là em kế của Seto và Mokuba. Cậu đã bắt cóc Yugi và các bạn, bẫy họ trong Thế giới ảo của mình. Là người thừa kế tập đoàn Kaiba, cha của Noah bắt cậu phải học thật nhiều về nghệ thuật và các môn học thuật. Nhưng không giống như Seto Kaiba, Noah thích điều đó và mong muốn làm hài lòng cha mình. Khi Noah khoảng mười tuổi, cậu bị tai nạn xe hơi và bị thương nặng. Với hy vọng cứu con trai mình, Gozaburo Kaiba đưa linh hồn của Noah lên một siêu máy tính ngay trước khi Seto được nhận nuôi.
The Big Five
Đội ngũ giám đốc điều hành ban đầu của Kaiba Corp.
Gansley
Cựu phó chủ tịch chiến lược kinh doanh tại Kaiba Corp, Người sáng lập Big 5, với vai trò người lớn tuổi nhất trong nhóm. Trong thế giới ảo, Deck Master của ông là Deepsea Warrior.
Adrian Randolph Crump III
Cựu Giám đốc Nhân sự của Kaiba Corp. Trong bản lồng tiếng, ông từng là kế toán và chính thức là giám đốc tài chính của Kaiba Corp. Trong thế giới ảo, Deck Master của ông là Nightmare Penguin.
Johnson
Cựu giám đốc pháp lý cho Kaiba Corp. Trong thế giới ảo, Deck Master của ông là Judge Man.
Nesbitt
Cựu giám đốc kỹ thuật của Kaiba Corp. Trong thế giới ảo, Deck Master của ông là Robotic Knight.
Lector
Từng là cánh tay phải của Gozaburo và sau đó là Seto Kaiba, người kế vị vị trí Giám đốc điều hành của Gozaburo cho đến khi Kaiba đảm đương chức vụ này và sắp xếp cho Lector trở thành cố vấn của công ty. Trong thế giới ảo, Deck Master của ông là Jinzo.
Doma / Paradius
Một tổ chức với mong muốn chiếm lấy thế giới thông qua sức mạnh của Orichalcos.
Dartz (ダーツ Dātsu)
Cựu vương của Atlantis và là người đứng đầu Paradius. Sau khi buộc phải giết người vợ đã bị Orichalcos biến thành quái vật, Dartz bị biến chất, mắt phải của ông chuyển sang màu xanh lục. Dartz lãnh đạo lực lượng của Orichalcos chống lại cha, con gái của mình và lực lượng của Thống lĩnh các Quái vật, nhưng đã bị đánh bại. Dartz sau đó đã dành 10 ngàn năm tiếp theo thu thập các linh hồn để hồi sinh Leviathan, điều ông nhận thấy có thể dễ dàng đạt được bằng cách sử dụng linh hồn của Atem.
Rafael (ラフェール Rafēru)
Là tay sai mạnh nhất của Dartz, đấu thủ đã đánh bại Atem và Yugi Mutou. Gia đình Rafael bị giết khi đi du thuyền trên biển, khiến anh bị mắc kẹt trên một hòn đảo (trong phiên bản tiếng Anh, gia đình Rafael vẫn còn sống, nhưng đã hoàn toàn quên mất anh).
Alister / Amelda (アメルダ Ameruda)
Tay sai thứ hai của Dartz. Amelda sống ở một thị trấn đang xảy ra chiến tranh khi còn nhỏ, dẫn đầu một nhóm kháng chiến cùng với em trai của mình sau khi cha mẹ họ biến mất (bị giết trong bản gốc). Trong bản lồng tiếng Anh, em trai của anh ta đã biến mất (bị giết trong bản gốc) sau khi thành phố quê hương của họ bị tấn công bởi những người lính được trang bị bởi Gozaburo Kaiba; Alister sau đó tìm cách trả thù người con nuôi Seto của ông.
Valon (ヴァロン Varon)
Tay sai thứ ba của Dartz. Bị bỏ rơi khi còn nhỏ, Valon được một nữ tu tại nhà thờ chăm sóc và bảo vệ khỏi một băng nhóm đường phố địa phương. Tuy nhiên, khi vị nữ tu bị giết trong một vụ hỏa hoạn và nhà thờ bị thiêu rụi, Valon đã tấn công cả nhóm và bị đưa đến nhà tù dành cho trẻ vị thành niên (Trong bản anime tiếng Anh, Valon bị đưa đến đó vì một tội danh không xác định, và toàn bộ sự kiện tại nhà thờ đã hoàn toàn bị lược bỏ). Trong bản lồng tiếng Anh, Valon tìm thấy và nảy sinh tình cảm với Mai, đồng thời tìm cách đánh bại Jonouchi vì trước đó đã đánh bại cô và gây tổn thương đến niềm tự hào là một đấu sĩ của Mai.
Zigfried von Schroeder / Siegfried von Schroeder (ジークフリード・フォン・シュレイダー Jīkufurīdo fon Shureidā)
Giám đốc điều hành của Schroeder Corp, đối thủ lâu năm của gia đình Kaiba và Kaiba Corporation. Khi Siegfried và Seto Kaiba trở thành người đứng đầu các công ty gia đình của họ, cả hai đều cố gắng tạo ra hệ thống ảnh ba chiều cho Duel Monsters. Cả hai đều thành công, với phát minh của Siegfried là Hệ thống phòng hộp song đấu Holographic, nhưng Kaiba đã nhanh tay quảng bá sản phẩm của mình và được cấp bằng sáng chế trước, khiến Siegfried rơi vào cảnh điêu tàn. Siegfried âm mưu phá hủy Kaiba Corp trong nhiều năm sau đó. Sau khi phát hiện ra tài năng đấu bài của em trai Leon, Siegfried đã quan tâm đến cậu và điều khiển cậu sử dụng tài năng của mình để tiêu diệt Kaiba. Siegfried tham gia KC Grand Prix với mục tiêu làm mất uy tín của Kaiba và tìm kiếm sự trả thù. Mặc dù Siegfried sử dụng nhiều loại virus máy tính để cố gắng phá hủy hệ thống máy tính của tập đoàn Kaiba, Kaiba vẫn có thể ngăn chặn tất cả và trục xuất Siegfried khỏi giải đấu. Khi em trai Leon đối mặt với Yugi trong trận chung kết, Siegfried tiếp tục cố gắng sử dụng cậu để tiêu diệt Kaiba Corp, nhưng một lần nữa thất bại, vì em trai của anh ta không muốn thắng bằng cách gian lận.

### Nhân vật phản diện trong phim
Anubis (アヌビス Anubisu)
Nhân vật phản diện chính trong Yu-Gi-Oh! The Movie: Pyramid of Light. Ông mong muốn trả thù Yami Yugi và thức tỉnh sau khi Yugi Muto giải được Trò chơi ngàn năm. Pharaoh Atem đã đánh bại Anubis từ lâu, nhưng Anubis lại xuất hiện để đối mặt với Yugi Muto. Anubis sở hữu các thẻ bài Andro Sphinx và Sphinx Teleia, có thể hợp nhất thành Theinen the Great Sphinx. Trong phiên bản tiếng Nhật của phim, Anubis muốn trả thù bằng cách sử dụng Vua ánh sáng (Kaiba) để đánh bại Vua bóng tối (Yami Yugi) và hồi sinh Anubis, Vua hủy diệt, sau đó sử dụng Kaiba để trở thành vua mới và thống trị thế giới. Tuy nhiên kế hoạch của Anubis bị Yugi phá vỡ, và cuối cùng ông bị giết bởi Blue-Eyes Shining Dragon.
Paradox (パラドックス Paradokkusu)
Nhân vật phản diện chính trong Yu-Gi-Oh! 3D: Bonds Beyond Time. Là một trong bống Ngôi sao hủy diệt của Iliaster, hắn là một Turbo Duelist, người du hành xuyên thời gian và không gian để phá hủy lịch sử Duel Monsters. Hắn đối mặt với Yugi Muto, Jaden Yuki và Yusei Fudo trong một trận đấu bài và bị họ đánh bại. Paradox cũng xuất hiện trong một đoạn hồi tưởng của Yu-Gi-Oh! 5D's.
Diva (ディーヴァ Dīva)
Nhân vật phản diện trong Yu-Gi-Oh!: The Dark Side of Dimensions. Diva sống ở Ai Cập với chị gái của mình, Sera, và Mani. Họ có mối liên hệ với Shadi - Shadi đã đóng vai trò cố vấn cho cuộc sống của họ. Trong điện thờ của thế giới ngầm. Shadi dạy họ về các Bảo vật ngàn năm, rằng ba trong số các vật phẩm dễ bị ảnh hưởng bởi tà ác, ba vật phẩm đại diện cho công lý, và vật phẩm thứ bảy (Trò chơi ngàn năm) chứa đựng cả công lý và tội ác. Shadi coi Diva có cùng đẳng cấp với người được sắp đặt để giải Trò chơi ngàn năm. Shadi nói với họ rằng khi 7 bảo vật được tập hợp lại với nhau, một cánh cửa dẫn đến một thế giới tốt đẹp hơn sẽ được mở ra - và ba người bọn họ có thể bước vào thế giới đó. Diva đã được Shadi trao cho Khối lượng tử Quantum Cube (量子キューブ Ryōshi Kyūbu), trước khi Shadi bị Dark Bakura giết. Sử dụng sức mạnh của các tạo tác thần bí, Diva có thể vận chuyển mọi người đến một chiều không gian thay thế, nơi họ sẽ dần tan biến vào hư vô - hoặc anh có thể sử dụng nó để xóa sổ con người một cách trực tiếp.
Ở thời hiện tại, anh ta đã thay đổi ký ức của mọi người trong Thành phố Domino, cấy ghép ý niệm rằng anh là một học sinh mới của trường Trung học Domino tên là Aigami (藍神 Aigami). Anh ta lên kế hoạch giết Seto Kaiba và Yugi Muto, cũng như muốn trả thù Ryo Bakura, người mà anh đổ lỗi đã gây ra cái chết của Shadi.

## Nhân vật định kỳ
Sugoroku Mutou / Solomon Muto (武藤 双六 Mutō Sugoroku)
Ông nội của Yugi Mutou, người đã tặng cậu món quà Trò chơi ngàn năm nổi tiếng mà ông đã tìm lại được từ lăng mộ của Pharaoh Atem khi còn trẻ. Ông từng là một bậc thầy chơi game, từng đi khắp nơi trên thế giới để thử nghiệm tất cả các loại trò chơi và giành chiến thắng. Ở hiện tại, ông sở hữu một cửa hàng trò chơi có tên Kame Game. Trong bộ anime chuyển thể thứ hai, ông đã dạy Katsuya Jonouchi cách chơi trò chơi bài Duel Monsters. Tương tự như cháu trai của mình, niềm yêu thích trò chơi của ông được thể hiện rõ ràng ngay cả trong tên của ông: "Sugoroku" là một trò chơi Nhật Bản tương tự như Backgammon. Sugoroku là hóa thân của vizier Ai Cập cổ đại, Siamun Muran, cánh tay phải của Pharaoh Atem.
Ryuji Otogi / Duke Devlin (御伽 龍児 Otogi Ryūji)
Một nhà sáng tạo trò chơi tài năng, đồng thời là người sáng tạo ra Dungeon Dice Monsters (ダ ン ジ ョ ン ダ イ ス モ ン ス タ ー ズ Danjon Daisu Monsutāzu?) (Anime và manga tiếng Anh) hoặc Dragons, Dice, & Dungeons (D · D · D (ド ラ ゴ ン ・ ダ ＆)ダ ン ジ ョ ン ズ) Doragon Daisu ando Danjonzu?) (Truyện tranh Nhật Bản). Theo lời kể của cha là ông Otogi (hay còn được biết đến với cái tên "Ông hề"), Ryuji sinh ra và được học chơi game để hoàn thành cuộc trả thù của cha đối với Sugoroku Mutou. Ryuji chuyển đến trường trung học Domino, nơi Yugi Mutou (cháu của Sugoroku) đi học. Cha của anh đã sử dụng cơ hội này để Ryuji đánh bại Yugi và hoàn thành việc trả thù của gia đình, đoạt lấy Trò chơi ngàn nưm cho chính mình. Thật không may cho Mr. Clown, Ryuji cuối cùng bị cảm động bởi trải nghiệm khi đấu với Yugi và cuối cùng trở thành bạn của Yugi. Anh ấy có phần nghiêm túc và ít nói, nhưng cũng rất thông minh.
Trong anime thứ hai, ảnh hưởng của cha Ryuji bị loại bỏ hoàn toàn - và tính cách của Ryuji được viết lại. Thay vào đó, Ryuji kết bạn với Pegasus, người có niềm yêu thích với trò chơi Quái vật Xúc xắc Dungeon (ダ ン ジ ョ ン ダ イ ス モ ン ス タ ー ズ Danjon Daisu Monsutāzu?)) và muốn giúp anh ta tiếp thị trò chơi. Sau khi bị Yugi đánh bại, thần tượng của Ryuji không còn hứng thú với thỏa thuận trước đó của họ nữa. Tức giận và cay đắng, anh đổ lỗi cho Yugi và tin rằng cậu đã gian lận trong trận đấu với Pegasus. Sau khi biết được sự thật, anh kết bạn với Yugi và thường đồng hành cùng nhóm Yugi trong những chuyến phiêu lưu của mình. Mặc dù kiêu ngạo và là một trong những thành viên có xu hướng tiêu cực, hay châm biếm trong nhóm, nhưng anh vẫn tỏ ra khá thông minh. Tính cách của anh thường dẫn tới xung đột với Honda.
Shadi (シャーディー Shādī)
Người nắm giữ các Bảo vật ngàn năm đầu tiên. Anh nắm giữ Chìa khóa ngàn năm / Millennium Ankh (千年 錠, Sennen Jō), cho phép anh nhìn vào linh hồn bên trong của một người và khả năng điều chỉnh lại nhân cách của họ theo ý muốn, và Cán cân ngàn năm (千年 秤, Sennen Bakari), thứ có sức mạnh cân nặng cái ác trong tim một người - tương tự như thử nghiệm "Cân trái tim" của Anubis trong thần thoại Ai Cập. Nguồn gốc của anh có sự khác biệt giữa các phần. Phần cuối của truyền tiết lộ rằng anh là một linh hồn từ thế giới bên kia, bị ràng buộc vào Phiến đá ngàn năm và liên tục tái sinh để canh giữ nó - cho đến khi Pharaoh trở lại. Cơ thể vật lý của Shadi đã bị Dark Bakura giết chết vài năm về trước.
Ishizu Ishtar (イシズ・イシュタール Ishizu Ishutāru)
Chị gái của Marik. Ishizu trở thành người phụ trách bảo tàng để thu hút Yugi Muto và Seto Kaiba đến với cô - nhằm ngăn chặn Marik thực hiện mục tiêu của mình. Cô là người nắm giữ Vòng cổ ngàn năm / Millennium Tauk (千年 首飾 り Sennen Tauku?), cho cô khả năng nhìn thấy trước các sự kiện trong tương lai gần. Bất chấp việc em trai phản bội gia đình, cô vẫn yêu quý Marik rất nhiều và tin rằng trong trái tim anh vẫn còn những điều tốt đẹp.
Rishid Ishtar / Odion Ishtar (リシド・イシュタール Rishido Ishutāru)
Anh trai nuôi của Marik và là phó chỉ huy nhóm Ghoul. Bị bỏ rơi khi còn nhỏ, Rishid được mẹ Marik nhận nuôi khi sinh ra. Tuy nhiên, cha Marik không bao giờ chấp nhận anh như người thừa kế thích hợp, coi anh như một người hầu hơn là một đứa con trai. Mặc dù vậy, Rishid vẫn luôn mong muốn được trở thành một phần thực sự của gia đình và người thừa kế của gia tộc. Khi Marik được sinh ra, mẹ anh đã dặn dò anh phải chăm sóc em trai mình. Rishid đã đứng về phía Marik, ngay cả khi anh quay sang một cuộc sống tội ác.
Mai Kujaku / Mai Valentine (孔雀 舞 Kujaku Mai)
Một người phụ nữ đã dành phần lớn cuộc đời mình một mình. Cô là một đấu thủ tài năng, thành công nhờ bộ bài Harpie của mình. Tuy nhiên, Mai không có bạn bè thực sự, và thi đấu chỉ vì lòng kiêu hãnh và tiền bạc. Cô tham gia giải đấu Duelist Kingdom để tìm những thứ mà cô từng yêu quý. Tại đây, cô gặp Yugi Mutou và các bạn, và dần dần hình thành tình bạn thực sự với họ - sau khi Yugi giành lại Star Chips của cô từ tay PaniK và giúp cô ở lại giải đấu. Mai sau đó phải đối mặt với Yugi trong trận bán kết, nhưng cuối cùng chọn đầu hàng cậu khi cô quyết định rằng mình không thể thắng. Trong anime thứ hai, cô được nuôi dưỡng trong một gia đình giàu có, nhưng hầu như không được họ hàng thừa nhận.
Shizuka Kawai / Serenity Wheeler (川井 静香 Kawai Shizuka) / Shizuka Jōnouchi (城之内 静香 Jōnouchi Shizuka)
Em gái của Katsuya Jonouchi, ly thân với anh khi cha mẹ họ ly hôn và mẹ giành quyền nuôi cô. Khi Shizuka được chẩn đoán mắc chứng mù, Jonouchi đã tham gia giải đấu Duelist Kingdom và giành được số tiền thưởng để thực hiện ca phẫu thuật cứu thị lực của cô.
Rebecca Hawkins / Rebecca Hopkins (レベッカ・ホプキンス Rebekka Hopukinsu)
Một nhân vật chỉ xuất hiện trong Yu-Gi-Oh! Duel Monsters. Cô là cháu gái 8 tuổi (12 trong phiên bản tiếng Nhật) của một người bạn của Sugoroku Mutou. Tin rằng Sugoroku đã đánh cắp thẻ Blue-Eyes White Dragon từ ông, Rebecca thách đấu với cháu trai Sugoroku là Yugi để giành lại nó. Rebecca và Yugi chơi một trò chơi giống hệt trò Sugoroku đã chơi với ông của Rebecca nhiều năm trước. Sau khi Yugi đầu hàng, Sugoroku giải thích rằng Seto Kaiba đã xé đôi Rồng Trắng Mắt Xanh của cô sau khi đánh bại ông trong một trận đấu tay đôi. Sau khi biết sự thật, Rebecca xin lỗi Sugoroku. Yugi sau đó trao cho Rebecca lá bài "Ties of Friendship" mà cậu đã giành được tại Vương quốc Duelist Kingdom.

## Thế giới Ký ức (Millennium World)
Trong chương truyện Millennium World, Dark Yugi du hành vào ký ức đã mất của mình và gặp lại những người quen cũ từ Ai Cập cổ đại dưới dạng NPC (nhân vật không thể điều khiển) trong trò chơi nhập vai trên bàn cuối cùng của Dark Bakura, Shadow RPG (闇 の Ｒ ・ Ｐ ・ Ｇ, Yami no Ā Pī Jī).
6 Thượng tế (六 神官, Roku Shinkan) đóng vai trò bảo vệ 7 Bảo vật ngàn năm bằng mạng sống của họ và thề trung thành vĩnh viễn với Pharaoh, Atem (đóng vai trò là nhân vật người chơi của Dark Yugi, linh hồn của Atem ở thời hiện đại). Trong thời đại mà Trò chơi Bóng tối được sử dụng để xác định số phận của một người, những Tư tế này đã sử dụng Bảo vật ngàn năm và ma thuật để phong ấn linh hồn con người (Ka), những linh hồn dưới dạng Quái vật Tinh linh, vào phiến đá để chiến đấu; thường là từ bọn tội phạm và những kẻ ăn cắp vặt từ lăng mộ của các Pharaoh. Trong RPG, sức khỏe và phép thuật của mỗi nhân vật được thể hiện bằng Ba Gauge của họ.
Tư tế Seto (神官セト Shinkan Seto)
Là một trong 6 Thượng tế canh giữ các Bảo vật ngàn năm - đồng thời là người nắm giữ Cây gậy ngàn năm, Seto vừa là anh họ của Atem vừa là tiền kiếp của Seto Kaiba. Trong khi sở hữu thái độ cơ bản của Kaiba, Seto lại có lòng trung thành và tình bạn tốt với Atem. Trước phần Battle City, một phiến đá mô tả cảnh Tư tế Seto chiến đấu với Pharaoh Atem đã được trưng bày tại Bảo tàng Thành phố Domino, với Blue-Eyes White Dragon chiến đấu chống lại Dark Magician của Pharaoh. Trong Battle City, Kaiba liên tục có những thị kiến sống động về tiền kiếp của mình. Tư tế Seto xuất hiện với tư cách là một NPC trong Shadow RPG, thuộc phe của Yami Yugi trên bàn cờ.
Tư tế Mahado / Mahad (神官マハード Shinkan Mahādo)
Một vị Thượng tế trung thành của triều đình Pharaoh Atem, xuất hiện với tư cách một NPC trong Shadow RPG của Dark Bakura, chủ nhân trước đây của Vòng tròn ngàn năm trước khi đánh mất nó vào tay Vua trộm Bakura trong Trò chơi bóng tối. Anh nói rằng bản thân cảm nhận được một năng lực độc ác bên trong Vòng tròn ngàn năm, mà nó đã hấp thụ từ vị tư tế trước đó từng đeo nó. Monster Spirit Ka của anh là Illusion Magician / Magus of Illusion (幻想の魔術師 Gensō no Majutsushi), sau này anh đã hợp nhất với nó để trở thành Phù thủy bóng đêm (Dark Magician) - quái vật chủ lực của Atem.
Tư tế Isis (神官アイシス Shinkan Aishisu)
Là một nữ tu sĩ trung thành phục vụ Pharaoh Atem ở Ai Cập Cổ đại và sử dụng Vòng cổ ngàn năm, Isis là tiền kiếp của Ishizu Ishtar. Cô được đặt theo tên của nữ thần Ai Cập Isis.
Priest Karim (神官カリム Shinkan Karimu)
Một trong sáu vị Thượng tế phục vụ dưới triều Pharaoh Atem ở Ai Cập cổ đại 3.000 năm trước trong triều đại của ông (5.000 năm trước trong anime tiếng Anh), và là chủ nhân của Cán cân ngàn năm vào thời điểm đó. Anh xuất hiện như một NPC thuộc phe Yami Yugi trong Shadow RPG.
Tư tế Shada (神官シャダ Shinkan Shada)
Một trong sáu tư tế đã bảo vệ Pharaoh Atem cách đây 3.000 năm và xuất hiện như một NPC trong Shadow RPG. Anh là người nắm giữ Chìa khóa ngàn năm trong triều đại của Atem. Anh dường như có tình bạn với Tư tế Seto, và tuy không còn chung sống, nhưng Shada đã hỗ trợ Seto trong cuộc truy lùng tội phạm Monster Spirit Ka bằng Chìa khóa ngàn năm của mình. Sau đó anh đã chết sau khi đẩy Atem ra để tránh một tia sét do Zorc Necrophades phóng ra, khiến Ba Gauge của anh ta bị xóa sổ (trong phiên bản tiếng Anh của anime thứ hai, anh được gửi đến Vương quốc bóng tối). Sau khi anh qua đời, Siamun, người tiền nhiệm của ông, đã lấy lại Chìa khóa ngàn năm để triệu hồi Exodia. Mặc dù anh là người nắm giữ Chìa khóa ngàn năm và có tên giống với Shadi, nhưng cả hai không hề liên quan đến nhau.
Siamun Muran / Shimon (シモン・ムーラン Shimon Mūran)
Vị cố vấn (wazir) của Pharaoh Atem. Ông được mô phỏng giống như ông nội hiện đại của Yugi, Sugoroku Mutou. Ông vốn là một trong những người bảo vệ ban đầu của Pharaoh Akhenamkhanen và là người nắm giữ Chìa khóa ngàn năm trước đây, tiền thân của Shada.
Mana (マナ Mana)
Một người bạn thời thơ ấu của Atem, từng học ma thuật từ Mahad. Là một cô gái nhẹ nhàng, cởi mở, vui tươi và luôn quan tâm đến mọi người, có mối quan hệ sâu sắc với sư phụ Mahad và Atem. Trong anime, cả ba đều là bạn thời thơ ấu. Cô xuất hiện trong phần Millennium World với tư cách một NPC trong trò chơi Shadow RPG của Dark Bakura. Ka của cô ấy là Nữ phù thủy bóng đêm (Dark Magician Girl). Trong anime thứ hai, cô có thể nhìn thấy bạn bè của Atem từ hiện tại và ban đầu nhầm lẫn Yugi với Atem.
Kisara (キサラ Kisara)
Người nắm giữ linh hồn quái vật Rồng Trắng Mắt xanh trong Millennium World. Cô có vẻ ngoài nhợt nhạt bất thường, và được cho là đến từ "nước ngoài" trong anime Nhật Bản. Trong bộ anime chuyển thể thứ hai, người ta nói rằng khi còn nhỏ, Tư tế Seto đã cứu Kisara khỏi những kẻ buôn nô lệ, và cô đã trả ơn anh bằng cách vô thức giải phóng linh hồn rồng bên trong mình - sau khi những người buôn bán phóng hỏa ngôi làng của Seto và giết chết mẹ ảnh . Nhiều năm sau cuộc gặp gỡ đầu tiên của họ trong manga, Seto một lần nữa tình cờ tìm thấy Kisara bị ném đá vì làn da trắng nhợt nhạt, đôi mắt xanh sâu thẳm và mái tóc trắng như tuyết. Shada cảm nhận được sức mạnh vô biên từ bên trong cô - thứ mà anh cho là "ngang bằng với các vị thần Ai Cập" - và Seto đưa cô trở lại cung điện, nơi anh nhận ra cô là cô gái mà anh đã từng cứu vài năm trước. Kazuki Takahashi nói rằng ban đầu ông dự định cho câu chuyện khám phá sâu hơn về mối quan hệ lãng mạn giữa Seto và Kisara, nhưng vì lý do thời gian, những chi tiết này đã phải bị cắt bỏ. Theo Takahashi, tình cảm lãng mạn của Seto dành cho Kisara là cơ sở chính đằng sau mối liên kết mạnh mẽ bất thường của Kaiba thời hiện đại với lá bài Blue-Eyes White Dragon.
Bobasa (ボバサ Bobasa)
Trong manga, anh là thành viên của một tộc người giữ mộ Ai Cập bảo vệ các Bảo vật ngàn năm dưới sự chỉ huy của Shadi. Anh nắm giữ Cán cân ngàn năm của Shadi cũng như Chìa khóa ngàn năm của mình. Bobasa bảo vệ các món đồ bằng cách đặt chúng lên chiếc rương có hình dạng bất thường của mình và khóa quần áo. Sau đó anh ta nuốt chiếc chìa khóa và có thể phục hồi nó theo ý muốn. Anh đi cùng Yugi và các bạn vào mê cung của Trò chơi ngàn năm, phần tiếp theo trong Cuộc truy tìm kho báu trong Mê cung từ manga đầu tiên, để tìm ra cánh cửa thực sự dẫn đến ký ức của Pharaoh. Sau đó anh vào Thế giới Ký ức cùng Yugi và những người bạn của mình, trở thành NPC trong Shadow RPG. Trong manga, anh được tiết lộ thực chất là Hasan - nói cách khác, Bobasa chính là Shadi.
Trong phiên bản anime Duel Monsters, vai trò và tính cách của anh hoàn toàn bị thay đổi. Bobasa xuất hiện như một NPC hỗ trợ trong Shadow RPG. Anh ta là một "công tắc" quan trọng có thể dẫn người chơi đến nơi có tên của Pharaoh - nếu người chơi cho anh đủ thức ăn. Anime không bao giờ giải thích đầy đủ về việc anh ta thực sự là ai và như thế nào, nhưng có ngụ ý rằng anh ta có thể là một thần đèn hoặc một thực thể siêu nhiên khác - vì anh nói rằng khi mình no bụng, anh ta có thể "ban cho bạn điều ước." Cuối cùng, khi đưa họ đến lăng mộ của Pharaoh, anh ta biến mất. Không giống như manga, Bobasa không phải là nhân dạng thay thế của Shadi.

## Các nhân vật khác
Ushio (牛尾 Demitrius the Bully trong DDM video game tiếng Anh)
Người giám sát hội trường tại trường trung học Domino, Ushio cung cấp dịch vụ bảo vệ trả phí cho Yugi sau khi cậu bị Jonouchi và Honda bắt nạt. Mặc dù Yugi từ chối và phủ nhận rằng mình bị bắt nạt, Ushio đã đánh Jonouchi và Honda và yêu cầu Yugi phải trả cho hắn một khoản phí 20.000 yên. Ushio cuối cùng trở thành nạn nhân đầu tiên của Trò chơi bóng tối, bị Dark Yugi trừng phạt khiến cho trở nên mất trí, nhầm tưởng rác và lá cây là tiền. Nhân vật này cũng xuất hiện trong Yu-Gi-Oh! 5D's.
Đạo diễn ZTV (ＺＴＶディレクター Zetto Tī Vi direkutā)
Một nhân vật phản diện phụ chỉ xuất hiện trong chương thứ hai của manga gốc. Ông sử dụng Yugi cho một cảnh quay về tệ nạn bắt nạt, và đánh Jonouchi. Dark Yugi thách thức ông tham gia một Trò chơi bóng tối. Ông đã thất bại và bị trừng phạt - làm cho cảnh vật nhìn thấy qua mắt của ông đều vỡ vụn.
Tomoya Hanasaki (花咲 友也 Hanasaki Tomoya,  Lint Greendale trong DDM video game tiếng Anh)
Một người bạn của Yugi xuất hiện trong những chương đầu của manga, nhưng không xuất hiện trong cả hai bộ anime. Cậu trở thành bạn với Yugi sau khi Dark Yugi đánh bại Sozoji, kẻ đã bắt nạt cậu cho đến thời điểm đó. Tomoya bị ám ảnh bởi siêu anh hùng người Mỹ, Zombire (ゾ ン バ イ ア, Zonbaia). Trước khi bắt đầu bộ truyện, Hanasaki đã phải nằm viện một thời gian. Khi cha cậu đến thăm, ông đã đưa cho Tomoya một nhân vật Zombire, nói với cậu rằng đây là Zombire và anh là anh hùng mạnh nhất nước Mỹ. Khi cầm nhân vật này trong tay, Hanasaki nói rằng bản thân cũng cảm thấy mạnh mẽ hơn. Cha của cậu rất vui khi nghe điều này và hứa sẽ mang cho cậu nhiều đồ chơi và nhân vật Zombire hơn mỗi khi ông từ Mỹ về nước.
Sozoji (騒象寺 Sōzōji,  Fender Shrill trong DDM video game tiếng Anh)
Một "ca sĩ" karaoke luôn cố gắng khiến mọi người lắng nghe tiếng hát kinh khủng của mình. Anh ta là một nhân vật phản diện nhỏ chỉ xuất hiện trong manga gốc. Sozoji buộc Yugi và Tomoya Hanasaki bán vé cho chương trình All Night Solo Live Show của mình. Khi Yugi phát hiện ra rằng Hanasaki cũng đã được yêu cầu bán vé, Yugi đề nghị chịu trách nhiệm bán tất cả vé để chỉ một trong số họ phải chịu thiệt hại. Sozoji phát hiện ra sự trao đổi này và đánh Hanasaki bất tỉnh. Yugi sau đó đến buổi biểu diễn mà không bán được tấm vé nào. Sozoji buộc Yugi nghe mình hát với âm lượng chói tai và đưa Hanasaki, trong tình trạng bị đánh rất nặng, làm khán giả cho màn tiếp theo. Dark Yugi đã thách thức anh ta trong một Trò chơi bóng tối, và trừng phạt anh bằng cách khiến anh ta nghe thấy nhịp tim của chính mình đập với âm lượng cực lớn.
Tù nhân số 777 (囚人ナンバー７７７ Shūjin nanbā 777)
Một tên tội phạm đã trốn thoát khỏi Nhà tù Domino với một khẩu súng ngắn hắn đánh cắp sau khi giết một người bảo vệ. Trong bộ anime đầu tiên, hắn được gọi là Jiro the Spider (女郎 蜘蛛 の ジ ロ ウ, Jorōgumo no Jirō) và là quản lý của nhà hàng Burger World (khác biệt so với pheien bản manga), đổ tội cho Tetsu Sasaki. Trong Manga, Yugi đã thách thức hắn trong một Trò chơi bóng tối, và trừng phạt bằng cách đốt cháy hắn. Trong Anime, hắn bị trừng phạt bằng ảo giác bị phóng hỏa, và sau đó bị bắt.
Tetsuo Sasaki (ササキテツオ Sasaki Tetsuo)
Một nhân vật trong anime năm 1998 và là một tên trộm thông thường - giống với Tù nhân số 77 của manga. Hắn bị Jiro the Spider đổ tội đã giết một người bảo vệ bằng một khẩu súng ngắn bị đánh cắp.
Kokurano (孤蔵野 Kokurano)
Một nhân vật xuất hiện trong manga và anime 1998. Anh ta là một nhà ngoại cảm tự xưng trong Lớp 1-A của trường Trung học Domino. Kokurano dự đoán ngôi nhà của một học sinh sẽ bốc cháy. Dự đoán trở thành sự thật ba tuần sau đó, khiến Kokurano trở nên nổi tiếng ở trường. Trên thực tế, chính Kokurano đã phóng hỏa ngôi nhà của cậu học sinh đó. Trong anime đầu tiên, Kokurano hơi không thích Miho Nosaka vì, theo cách nói của anh ấy, cô ấy "chế giễu cuộc sống với sự ngây thơ hoàn toàn của mình". Sau khi anh ta cố gắng biến Yugi trở thành nạn nhân của "tiên đoán của mình, và khiến Anzu bất tỉnh bằng Chloroform, Dark Yugi đã thách thức anh ta trong một Trò chơi bóng tối. Kokurano bị đánh bất tỉnh bằng lọ Chloroform của chính mình, và đến sáng, toàn bộ mánh khóe tiên tri của anh đã bị lộ ra với cả trường.
Goro Inogashira (猪頭 吾郎 Inogashira Gorō)
Một nhân vật phản diện nhỏ chỉ xuất hiện trong manga gốc. Anh là chủ tịch ủy ban lễ hội lớp D của trường Trung học Domino City. Anh ta đã phá hỏng quầy lễ hội của lớp Yugi, và bị Dark Yugi thách đấu trong trò chơi "Khúc côn cầu trên băng". Anh bị đánh bại, và bị trừng phạt khi bị nhấn chìm trong một vụ nổ.
Miho Nosaka (野坂 ミホ Nosaka Miho)
Một người bạn cùng lớp của Yugi, là thủ thư nhút nhát của trường, được đặt biệt danh là "Ribbon" dựa trên dải ruy băng màu vàng mà cô đeo trên tóc. Miho chỉ đóng một vai nhỏ trong manga gốc, khi Hiroto Honda phải lòng cô và cố gắng chuyển một bức thư tình cho cô dưới dạng một trò chơi ghép hình. Trò ghép hình bị phát hiện bởi giáo viên xấu xa độc ác Chono, nhưng nỗ lực của cô Chôn nhằm hạ nhục Honda đã bị Dark Yugi phá vỡ. Thật không may, khi Honda hỏi Miho trực tiếp, cô đã từ chối cậu thẳng thừng. Mặc dù vậy, Honda vẫn kết thân với Yugi, và cuối cùng gia nhập nhóm của cậu.
Cô Chono (蝶野先生 Chōno-sensei,  Lynn Madusa trong DDM video game tiếng Anh)
Một cô giáo xấu xa, và là một nhân vật phản diện xấu tính và khó chịu trong manga và anime đầu tiên. Cô được biết đến với biệt danh "Mụ phù thủy trục xuất" (退学 魔女, Taigaku Majo), vì đã đuổi học mười lăm học sinh trong suốt sáu tháng. Vẻ ngoài xinh đẹp của cô là nhờ lớp trang điểm dày đặc che đi khuôn mặt xấu xí thật sự đằng sau. Cô Chono cũng thích hẹn hò, nhưng phần cô ấy thích nhất là cưa đổ đàn ông để thấy họ phải bật khóc. Khi cô tìm cách đuổi học Honda, Yugi đã bắt cô phải đối mặt với một trò chơi trừng phạt, khiến cho bộ mặt xấu xí thật sự của cô bị lộ ra trước cả lớp.
Junky - chủ tiệm giày (ジャンキースコーピオンのオーナー Jankī Sukōpion no Ōnā)
Một nhân vật phản diện nhỏ chỉ xuất hiện trong manga. Ông đã cố gắng chiếm đoạt lại từ Jonouchi đôi giày Air Muscle mà cậu đã bỏ tiền mua từ ông. Sau khi Yugi Mutou phát hiện ra âm mưu lừa đảo này, Dark Yugi trỗi dậy và đối đầu với ông. Ông không muốn Yugi rời khỏi cửa hàng, vì cậu đã biết được bí mật của ông, nên đã giấu con bọ cạp của mình vào một trong những chiếc giày và đưa cho Yugi, hy vọng sẽ đầu độc cậu. Trái với dự tính ban đầu, ông bị Dark Yugi thử thách tham gia vào một trò chơi bóng tối, và bị đốt bởi chính con bò cạp của mình.
Hirutani (蛭谷 Hirutani)
Thủ lĩnh của một băng nhóm tống tiền côn đồ tuổi teen của trường trung học Rintama, đồng thời từng là đồng sự cũ của Jonouchi. Trong thời gian học cấp hai, Hirutani đã chơi với Katsuya Jonouchi với tư cách thành viên cùng băng đảng, dành thời gian đi đánh nhau với các băng nhóm từ các trường khác. Sau khi tốt nghiệp trung học cơ sở, Hirutani đến trường trung học Rintama, trong khi Jonouchi học trường trung học Domino. Tính cách của Hirutani trở nên tồi tệ hơn; hắn tìm cách ép buộc Jonouchi gia nhập lại đội nhóm của mình, nhưng đã bị đánh bại bởi Dark Yugi.
Kanekura (金倉 Kanekura)
Người phụ trách Bảo tàng Thành phố Domino. Ông đã hỏi xin và được Yugi đồng ý cho trưng bày Trò chơi ngàn năm tại bảo tàng trong một ngày.
Giáo sư Yoshimori (吉森博士 Yoshimori-hakase)
Một giáo sư Đại học Domino chuyên nghiên cứu về khảo cổ học, và là bạn của Sugoroku Mutou. Yoshimori có vợ và con trai, nhưng lại bỏ bê họ vì công việc của mình. Trong loạt phim năm 1998, ông không có mặt trong Trò chơi bóng tối của Shadi, và thay vào đó bị ném ra ngoài cửa sổ bảo tàng và phải nhập viện.
Kujirada (鯨田 Kujirada,  Beluga trong DDM video game tiếng Anh)
Một người bạn học hợm hĩnh của Yugi tại trường trung học Domino trong manga và anime 1998. Anh ta gây rắc rối với Digital Pet hung hãn của mình (デ ジ タ ル ・ ペ ッ ト, Dejitaru petto), tên là Devil Master trong loạt phim năm 1998. Trong loạt phim năm 1998, Kujirada bị Haiyama bắt nạt và điều khiển. Sau khi thua Digital Pet của Honda, Haiyama trừng phạt Kujirada bằng cách đánh anh ta. Dark Yugi đã cứu Honda, Miho và Kujirada bằng cách thách thức Haiyama tham gia Trò chơi bóng tối Digital Pet.
Haiyama (灰山)
Kẻ bắt nạt Kujirada trong loạt phim năm 1998.
Dragon 1 / Đấu sĩ đường phố (ストリートファイター Sutorīto Faitā)
Một cậu bé đã đánh Yugi vì thua trận trong Virtual VS - khi hai người cùng sử dụng nhân vật Bruce Ryu (dựa trên các bộ phim Hồng Kông yêu thích của võ sĩ, Bruce Lee), và đánh cắp Trò chơi ngàn năm của cậu. Jonouchi sau đó đuổi theo tên đấu sĩ đường phố này để lấy lại Trò chơi ngàn năm. Hắn đã chiến đấu trong trò chơi Street Fighter, "One-Inch Terror" và bị Jonouchi đánh bại.
Johji (ジョージ Jōji)
Một nhân vật chỉ xuất hiện trong manga, là cháu trai của Honda, con trai của chị gái anh. Là một fan hâm mộ lớn của Seto Kaiba, cậu ta buộc Honda đưa mình đến lễ khai mạc Kaiba Land, nơi Honda chứng kiến ông của Yugi bị Kaiba đưa vào một trò chơi trừng phạt nhân tạo và quyết định đồng hành cùng Yugi trong thử thách Death-T của Kaiba. Johji tỏ ra dâm đãng đối với Anzu và những phụ nữ khác, và đôi khi buông ra những lời nguyền rủa. Cậu gọi Honda bằng cái tên Hiroto, và có vẻ không thích anh ta và những người bạn nam của mình. Johji đồng hành cùng nhóm trong suốt phần Death-T và thực sự chứng minh được vai trò hữu ích tại một số giai đoạn.
Tsuruoka (鶴岡)
Giáo viên hướng dẫn tại trường trung học Domino, và là một nhân vật phản diện phụ chỉ có trong manga. Ông có xu hướng lạm dụng vị trí giáo viên của mình để bắt nạt các học sinh. Tsuruoka chế giễu điểm kiểm tra thành tích thấp của Yugi, Jonouchi và Honda với các bạn của họ. Sau đó, Tsuruoka giật chiếc móc khóa Lovely Two (ラ ブ リ ー 二号, Raburī Ni-gō) mà Anzu đã tặng cho Yugi như một món quà, với lý do học sinh không được phép mang trò chơi đến trường.
Giám đốc sản xuất ZTV (ＺＴＶプロデューサー Zetto Tī Vi Purodyūsā)
Một giám đốc điều hành tham nhũng của hãng phim truyền hình ZTV. Ông lợi dụng những người kém may mắn để tăng xếp hạng chương trình và lừa đảo không trao tiền thưởng cho họ. Ông là nhà sản xuất của chương trình trò chơi truyền hình 100 Triệu Yên !! Game Get Show (１００ 万 円 ！！ ゲ ー ム ＤＥ ゲ ッ ト ・ シ ョ ー, Hyaku Man-en! Gēmu DE Getto shō, Get a Million Yen Show). Ông rất vui khi biết rằng Katsuya Jonouchi, người đang cố gắng trả món nợ cho người cha nghiện cờ bạc của mình, sẽ có mặt trong chương trình. Ông tin rằng khán giả sẽ thích nhìn thấy một người nghèo khó chật vật, và sẽ càng thích hơn khi thấy anh ta thất bại vào phút cuối. Ông và một kỹ thuật viên đã cố gắng dàn dựng màn chơi cuối cùng, để ngăn Jonouchi giành được tiền thưởng. Mánh khóe được thực hiện bằng cách nhấn nút, ngăn không cho bánh xe trong trò chơi cuối cùng dừng lại ở phần 1.000.000 yên. Nút được tô màu đỏ để phân biệt với các nút khác trên. Nỗ lực trừng phạt ông của Dark Yugi dẫn tới phản tác dụng - và Jonouchi không nhận được khoản tiền thưởng gì cả.
Koji Nagumo (名蜘蛛 コージ Nagumo Kōji)
Một nhân vật phản diện nhỏ lần đầu tiên xuất hiện trong manga gốc. Trong manga, Nagumo yêu cầu Yugi chơi Monster Fighter (モ ン ス タ ー ・ フ ァ イ タ ー, Monsutā Faitā) với anh khi đang học ở trường trung học Domino. Trong khi chơi, Nagumo đánh Yugi và lấy đi khẩu súng và con quái vật của cậu, Alti. Nagumo cố gắng bán Alti và các nhân vật Monster Fighter khác cùng những khẩu súng mà anh ta đã thu thập được với giá ¥ 30.000 mỗi khẩu. Dark Yugi đến cửa hàng của anh ta, thách đấu với Nagumo và Nhện hoang của anh ta bằng quái vật của Katsuya Jonocuhi, Killer Emaada (mà Yugi bình thường đã hỏi mượn trước khi giao quyền kiểm soát cho Dark Yugi). Vì đây là một Trò chơi bóng tối, khuôn mặt của Nagumo đã bị nứt trong set đấu đầu tiên, và phần thắng thuộc về Dark Yugi. Trong set thứ hai, Nagumo gian lận bằng cách đá vào mặt của Dark Yugi. Dark Yugi liền nâng chế độ của Trò chơi Bóng tối lên "cấp độ ba". Khi Nagumo cố gắng gian lận một lần nữa, đôi chân của anh ta bị tất cả quái vật, bao gồm cả đồng loại, giữ lại, và Nagumo kinh hoàng nhìn thấy, con quái vật trên phần sân của mình là linh hồn của chính anh ta, dưới hình hài cơ thể của Nhện hoang. Dark Yugi sau đó giáng đòn chí mạng, xuyên qua đại diện linh hồn của Nagumo, xóa bỏ nó khỏi bóng tối. Nagumo sau đó cũng tham gia thi đấu trong giải Battle City, nhưng nhanh chóng bị đánh bại bởi bởi lá bài thần Ai Cập Obelisk của Kaiba.
Playing Card Bomber (English manga) / Continuous Bomber (連続爆弾魔 Renzoku Bakudanma) (1998 anime) / Trump Bomber (トランプ爆弾魔 Toranpu Bakudan Ma) (Japanese manga)
Biệt danh của một tên tội phạm chuyên đặt bom tại Domino. Cuộc tấn công thứ ba của kẻ đánh bom tại Trung tâm mua sắm Domino giết chết tám người. Lần đánh bom thứ tư của hắn đặt sinh mệnh Anzu vào tình thế nguy hiểm. Trong manga, Dark Yugi đã cứu mạng cô bằng cách chơi trò chơi Clock Solitaire (時 計 （ク ロ ッ ク） カ ー ド ・ ゲ ー ム, Kurokku kādo gēmu) mà không rút 4 lá số ba. Sau đó, Dark Yugi tiết lộ vị trí của kẻ đánh bom cho cảnh sát trưởng, và hắn đã bị bắt sau đó. Trong Anime, Dark Yugi đã khiến hắn phải đối mặt với một trò chơi trừng phạt - trong đó, hắn bị ảo giác khi nghĩ rằng có một quả bom trong chiếc xe mà hắn đang giấu.
Hajime Imori (井守 はじめ Imori Hajime)
Một học sinh tại trường trung học Domino. Khép kín và có phần nhút nhát, Imori sau đó được tiết lộ là người bị rối loạn chống lại xã hội. Imori đã khám phá ra bí mật của Trò chơi ngàn năm của Yugi. Cậu quyết định chiếm đoạt vị trí "người bảo vệ bóng tối" của Yugi - bằng cách thách đấu Yugi trong trò chơi Bài Rồng (龍 札 （ド ラ ゴ ン ・ カ ー ド）, Doragon Kādo), một trò chơi Bóng tối bị cấm của Trung Quốc, mà ông nội của cậu đã tìm thấy khi còn ở Mãn Châu Quốc trong Thế chiến thứ hai. Imori bị đánh bại, và bị hút mất linh hồn. Trong anime 1998, chỉ có phần nhân cách bóng tối trong cậu bị tiêu diệt.
Nezumi (根津見)
Một cậu bé bị bệnh hắc lào. Cậu đã xạo ra câu chuyện bị băng nhóm yo-yo đâm trúng trong một vụ cướp để dụ Yugi và Jonouchi đến với Hirutani. Nezumi nói với Jonouchi rằng ba thành viên băng đảng đã phục kích, đánh và cướp yo-yo của cậu. Vì tức giận, Jonouchi yêu cầu Nezumi dẫn mình đến chỗ bọn xã hội đen. Yugi và Jonouchi đi đến nhà kho bỏ hoang của Hirutani, nơi có rất nhiều thành viên băng đảng phục kích sẵn hai cậu bé. Nezumi bỏ chạy khi Yugi và Jonouchi xoay sở để đánh bại các thành viên băng đảng. Nhân vật này chỉ xuất hiện trong manga.
Thầy Karita (刈田先生 Karita-sensei)
Một giáo viên thể dục đã quấy rối Ryo Bakura vào ngày đầu tiên của cậu ở trường trung học Domino. Karita nhìn thấy Bakura đi qua hành lang với một nhóm các cô gái. Ông tức giận kéo Bakura sang một bên và nhận thấy cậu là học sinh mới, người đã gây ra nhiều vấn đề ở trường học gần nhất của cậu. Quyết định phải kỷ luật cậu, ông hét vào mặt Bakura rằng trường này có nội quy và túm tóc cậu, nói rằng con trai để tóc dài là vi phạm nội quy. Ông ra lệnh cho Bakura cạo tóc vào ngày hôm sau - nếu cậu muốn được coi như một học sinh. Dark Bakura sau đó đã phong ấn linh hồn của ông vào một mô hình nhân vật trong trò chơi.
Insector Haga / Weevil Underwood (インセクター羽蛾 Insekutā Haga)
Nhà cựu vô địch Duel Monsters của Nhật Bản, được biết đến với bộ bài theo chủ đề côn trùng. Haga sẵn sàng gian lận để đảm bảo chiến lược của mình thành công; cậu kết bạn với Yugi chỉ để ném các lá bài Exodia của Yugi xuống đại dương. Haga lén đặt một lá bài Paracitic Insect vào bộ bài của Jonouchi để đảm bảo rằng Insect Barrier của cậu sẽ phát huy tác dụng.
Dinosaur Ryuzaki / Rex Raptor (ダイナソウ竜崎 Dainasō Ryūzaki)
Á quân của giải đấu Nhật Bản Duel Monsters, và dường như có mối quan hệ mật thiết với nhà vô địch, Insector Haga. Biệt danh trên bắt nguồn từ niềm yêu thích của cậu đối với bộ bài theo chủ đề khủng long. Tuy nhiên, Ryuzaki bị Jonouchi đánh bại trong giải đấu Duelist Kingdom và phải giao cho đối thủ lá bài Rồng Đỏ Mắt Đen, một lá bài đã trở thành thương hiệu của Jonouchi. Rex xuất hiện lại trong phần Battle City, khi cậu bị đánh bại bởi nhà ngoại cảm giả, Espa Roba, và sau đó cảnh báo Jonouchi không nên đấu tay đôi với Roba.
Ryota Kajiki / Mako Tsunami (梶木 漁太 Kajiki Ryōta)
Một đấu sĩ với bộ bài theo chủ đề đại dương - xuất hiện ở cả hai chương Duelist Kingdom và Battle City. Được giới thiệu trong phần Duelist Kingdom, anh đấu với Dark Yugi và bị đánh bại. Trong Battle City, anh đấu với Katsuya Jonouchi, và thông tin về anh được mở rộng thêm. Cha của Ryota là một ngư dân vĩ đại đã mất tích trên biển. Ryota Kajiki là đối thủ đầu tiên của Dark Yugi, người đã thách thức cậu mà không có ý định xấu. Trong anime tiếng Anh, Mako Tsunami tin rằng cha mình còn sống và tham gia thi đấu để quyên góp tiền tài trợ cho chuyến đi tìm kiếm ông; trong manga và anime thứ hai của Nhật Bản, Ryota Kajiki thi đấu nhằm mục đích tưởng nhớ cha của mình. Jonouchi đánh bại Ryota trong trận quyết đấu của họ. Ryota sau đó đưa cho Jonouchi hai lá bài của mình, Floating Whale Fortress và The Legendary Fisherman, một lá bài mô phỏng theo người cha đã khuất của anh.
Keith Howard (キース・ハワード Kīsu Hawādo)
Biệt danh Bandit Keith, là nhà vô địch Duel Monsters người Mỹ, chuyên săn giải thưởng lớn tại các giải đấu. Keith lần đầu tiên xuất hiện trong phần Duelist Kingdom của anime / manga. Trong đoạn hồi tưởng, anh được tiết lộ đã từng là nhà vô địch Duel Monsters ở Mỹ, cho đến khi đấu với Pegasus tại giải American Championship (diễn ra một thời gian trước phần Death-T của manga). Keith, cảm thấy sốc và nhục nhã vì bị đánh bại, trở nên chán nản và tìm cách đánh bại Pegasus để đòi lại vinh quang đã mất. Qua trận đấu của Pegasus với Keith, Kaiba phát hiện ra khả năng đọc suy nghĩ của Pegasus. Sau khi Keith gian lận trong trận đấu với Jonouchi ở bán kết Duelist Kingdom, Pegasus áp đặt Trò chơi trừng phạt "Tay và Súng" lên Keith, biến bàn tay của anh ta thành một khẩu súng và buộc anh ta tự bắn chết chính mình. Trong anime, Pegasus đẩy Keith qua một cánh cửa bẫy dẫn xuống biển. Anh sống sót khi được tàu của Marik Ishtar vớt lên, Marik sau đó điều khiển tâm trí Keith và sử dụng anh ta trong nỗ lực đầu tiên nhằm đánh bại Yugi và đoạt lấy Trò chơi ngàn năm.
Ghost Kozuka / Bonz (ゴースト骨塚 Gōsuto Kotsuzuka)
Một thí sinh ở Vương quốc Duelist Kingdom, người từng làm việc cho Bandit Keith. Keith giao cho Kozuka một số thẻ bài để tăng cường sức mạnh bộ bài thây ma của anh ta - nhằm đối đấu với Jonouchi trong hang động Duelist Kingdom. Cuối cùng, Kozuka thất bại trước Jonouchi. Sau khi phong ấn Yugi và những người bạn của mình trong hang động, Kozuka bị Bandith Keith "trấn lột" star chíp và - có lẽ - bị trục xuất khỏi hòn đảo sau đó. Anh trở lại trong chương Battle City, nhưng bị đánh bại và có lẽ bị giết bởi Dark Bakura trong Trò chơi bóng tối (Kozuka có lẽ đã bị Dark Bakura đưa xuống Địa ngục trong Yu-Gi-Oh! Duel Monsters), nhưng sau đó được cứu khi Bakura thất bại tại Battle City - cùng với những nạn nhân khác cũng bị gửi đến chiều không gian đó.
Step Johnny / Johnny Steps (ステップ・ジョニー Suteppu Jonī)
Một vũ công, người đã thách đấu Anzu trong trò chơi Super Dancer (ス ー パ ・ ダ ン サ ー, Sūpa Dansā), tương tự như Dance Dance Revolution, khi cô đang trong buổi "hẹn hò" với Dark Yugi. Trong manga, Johnny đã thách đấu với Anzu với trò chơi khiêu chiến. Mặc dù Dark Yugi nói với Anzu rằng tay này không đáng để cô ấy mất thời gian, nhưng Anzu từ chối lùi bước. Johnny nói rằng anh sẽ tỏ ra dễ dãi với cô vì cô rất nóng bỏng, và nói rằng cô sẽ phải hẹn hò với anh ấy nếu anh ta thua cuộc. Anzu từ chối, nhưng vẫn nhận lời thách đấu và đánh bại anh ta. Trong anime Yu-Gi-Oh! Duel Monsters, câu chuyện được mở rộng khi Johnny khăng khăng đòi cô hẹn hò với anh ta sau khi gặp gỡ trong cửa hàng trò chơi điện tử - dẫn tớ trận đấu Duel Monsters giữa anh với Dark Yugi.
Esper Roba / Espa Roba (エスパー絽場 Esupā Roba)
Một trong những thí sinh tại Battle City đã tuyên bố sở hữu năng lực ngoại cảm (ESP). Trên thực tế, cậu là một kẻ lừa đảo, sử dụng các em trai của mình để theo dõi và báo lại cho anh ta những quân bài trong tay đối thủ, do đó cho phép cậu 'dự đoán' chiến lược của đối thủ gần như trước khi họ thực hiện. Tuy gian lận, cậu tỏ ra là một đấu thủ tài năng. Thế nhưng, Jonouchi đã đánh bại được cậu, và nhận được quân bài tốt nhất của cậu là Jinzo/ Psycho Shocker (人造 人間 - サ イ コ ・ シ ョ ッ カ ー, Jinzō Ningen Saiko Shokkā).
Ahmet (アメット Ametto)
Một trong hai người Ai Cập bản địa được thuê để giúp Sugoroku Mutou vượt qua lăng mộ của Pharaoh vào đầu những năm 1960. Trong lăng mộ, Sugoroku sớm nhận ra rằng những cái bẫy được mô phỏng giống như một trò chơi. Nhiều bức tượng được trang bị kiếm trượt ngang trên sàn. Để băng qua, một người cần phải đi ngang bằng chân trái, và nếu họ chạy bằng cả hai chân, các bức tượng sẽ đuổi giết họ. Thật không may, hai anh em đều thuận chân phải. Ahmet đến nơi an toàn, trong khi người em trai hoảng sợ và bắt đầu bỏ chạy. Những bức tượng nhanh chóng dùng kiếm đâm vào người em trai, khiến anh ta gục chết (trong bản lồng tiếng Anh, anh ta rơi vào Hố bóng tối và bị mắc kẹt trong Vương quốc bóng tối). Ahmet dí súng vào Sugoroku, đổ lỗi cho ông về cái chết của em trai, đe dọa sẽ bắn ông nếu họ không tiếp tục. Hai người sau đó sớm đến được kho báu, nơi chỉ những người có trái tim dũng cảm mới có thể vượt qua. Ahmet bắn Sugoroku, khiến ông suýt ngã xuống vực. Ahmet tiến tới nơi đặt Trò chơi ngàn năm, nhưng một con quái vật xuất hiện và ăn tươi nuốt sống anh ta như một trò chơi trừng phạt.
Mushara (マッシャーラー Musshārā)
Một trong hai người Ai Cập bản địa được thuê để giúp Sugoroku Mutou vượt qua lăng mộ của Pharaoh vào đầu những năm 1960. Trong lăng mộ, Sugoroku nhận ra rằng những cái bẫy được mô phỏng giống như một trò chơi. Nhiều bức tượng được trang bị kiếm trượt ngang trên sàn. Để băng qua, một người cần phải đi ngang bằng chân trái, và nếu họ chạy bằng cả hai chân, các bức tượng sẽ đuổi giết họ. Thật không may, hai anh em đều thuận chân phải. Người anh trai Ahmet đã vượt qua an toàn, nhưng Mushara đã hoảng sợ và bỏ chạy. Các bức tượng đuổi theo đâm Mushara, khiến anh ta gục xuống và chết. Trong bản lồng tiếng Anh, anh ta rơi vào Hố bóng tối và bị mắc kẹt trong Vương quốc bóng tối.
Shogo Aoyama (青山 翔吾 Aoyama Shōgo)
Một nhân vật xuất hiện trong bộ phim năm 1999. Là một cậu bé không dám chơi game với bạn bè vì sợ thua, và thường xuyên bị bắt nạt bởi một nhóm ba cậu bé. Một ngày nọ, tại một cửa hàng bán thẻ, cậu mua được một gói thẻ có chứa thẻ bài "Red-Eyes Black Dragon" quý hiếm. Tuy nhiên, cậu quá nhút nhát để dám thi đấu, và khi có được Red Eyes, cậu chỉ đơn giản lấy nó "hù" mọi người để họ không dám đấu với mình.
Arthur Hawkins / Arthur Hopkins (アーサー・ホプキンス Āsā Hopukinsu)
Một nhân vật chỉ xuất hiện trong Yu-Gi-Oh! Duel Monsters, ông là ông nội của Rebecca Hawkins. Ông dường như được xây dựng dựa trên người bạn chơi game người Mỹ của Sugoroku trong manga gốc, người đã giao cho Sugoroku thẻ bài Blue-Eyes White Dragon.
Leon von Schroeder / Leonhart von Schroeder (レオンハルト・フォン・シュレイダー Reonharuto fon Shureidā)
Một nhân vật chỉ xuất hiện trong phần phụ KC Grand Champion của Yu-Gi-Oh! Duel Monsters. Cậu là em trai của Siegfried von Schroeder. Trong khi Siegfried điều hành Tập đoàn Schroeder, Leonhart đã tham gia Duel Monsters và tham gia một số giải đấu dưới bí danh Leon Wilson (レ オ ン ・ ウ ィ ル ソ ン, Reon Wiruson) để tránh gặp phải gia đình của mình.